# نبرد حطین
نبرد حَطّین نبردی است که در ۲۵ ربیع‌الثانی ۵۸۳ هجری قمری/۴ ژوئیهٔ ۱۱۸۷ میلادی بین نیروهای صلیبی به رهبری گی لوزینیان، پادشاه اورشلیم و مسلمانان به رهبری صلاح‌الدین ایوبی، سلطان ایوبی در منطقهٔ حطین رخ داد و مسلمانان توانستند طی نبردی سخت به پیروزی برسند و بخش عظیمی از نیروهای صلیبی را به قتل برسانند و تعدادی از فرماندهان سپاه صلیبی از جمله گی لوزینیان را اسیر کنند.
پیش از این نبرد، سران صلیبی دچار اختلاف شده بودند و در مقابل، صلاح‌الدین کل مصر و شام را یکپارچه تحت تسلط خود درآورده بود. طی چندین سال درگیری‌ها و نبردهایی بین دو طرف رخ داده و توازن قوا به نفع مسلمانان تغییر کرده بود. صلاح‌الدین با بسیج نیروهای مسلمان برای جهاد با صلیبیون و طراحی این نبرد — به‌گونه‌ای که شرایط زمانی و مکانی آن به نفعش باشد — دست برتر را داشت. طی این جنگ که از شب ۲۴ ربیع‌الثانی ۵۸۳ ه‍.ق/۳ ژوئیه ۱۱۸۷ آغاز شد، سپاهیان صلاح‌الدین، صلیبیون را در منطقهٔ حطین محاصره کردند و در نبرد اصلی که در ۴ ژوئیه رخ داد، با بهره‌گیری از ضعف آن‌ها (خستگی و تشنگی) صفوف آن‌ها را در هم شکستند. هرچند صلیبیون و به‌خصوص شوالیه‌ها دلیرانه جنگیدند، اما جمع زیادی از آن‌ها کشته شدند و اندکی نیز از محاصره گریختند. در پایان، گی لوزینیان به همراه تعدادی از همراهان خود اسیر، و رینالد شاتیون نیز توسط صلاح‌الدین کشته شد.
پس از این شکست سنگین، پایگاه‌های صلیبی قدرت خود را از دست دادند و صلاح‌الدین ایوبی توانست از این موقعیت به نفع جهان اسلام بهره ببرد و فتوحاتی را به دست آورد که مهم‌ترین آن بازپس‌گیری اورشلیم بود؛ که پس از جنگ صلیبی اول به تسخیر صلیبیون درآمده بود. بعد از پایان جنگ، صلاح‌الدین درگیری را گسترش داد و اغلب سرزمین‌های پادشاهی اورشلیم از جمله شهرهای عکا، مَجدَل، یافا، ناصره، قیساریه و حیفا را فتح کرد. در نتیجه، دولت‌های مسیحی از جمله پادشاهی فرانسه، امپراتوری مقدس روم و پادشاهی انگلستان برای جبران این شکست‌های پی‌درپی، سپاه صلیبی را تحت فرماندهی پادشاهان خود عازم شرق کردند و جنگ صلیبی سوم آغاز گردید.

## پیش‌زمینه: جنگ‌های صلیبی اول و دوم

### اوضاع در جبههٔ صلیبیون

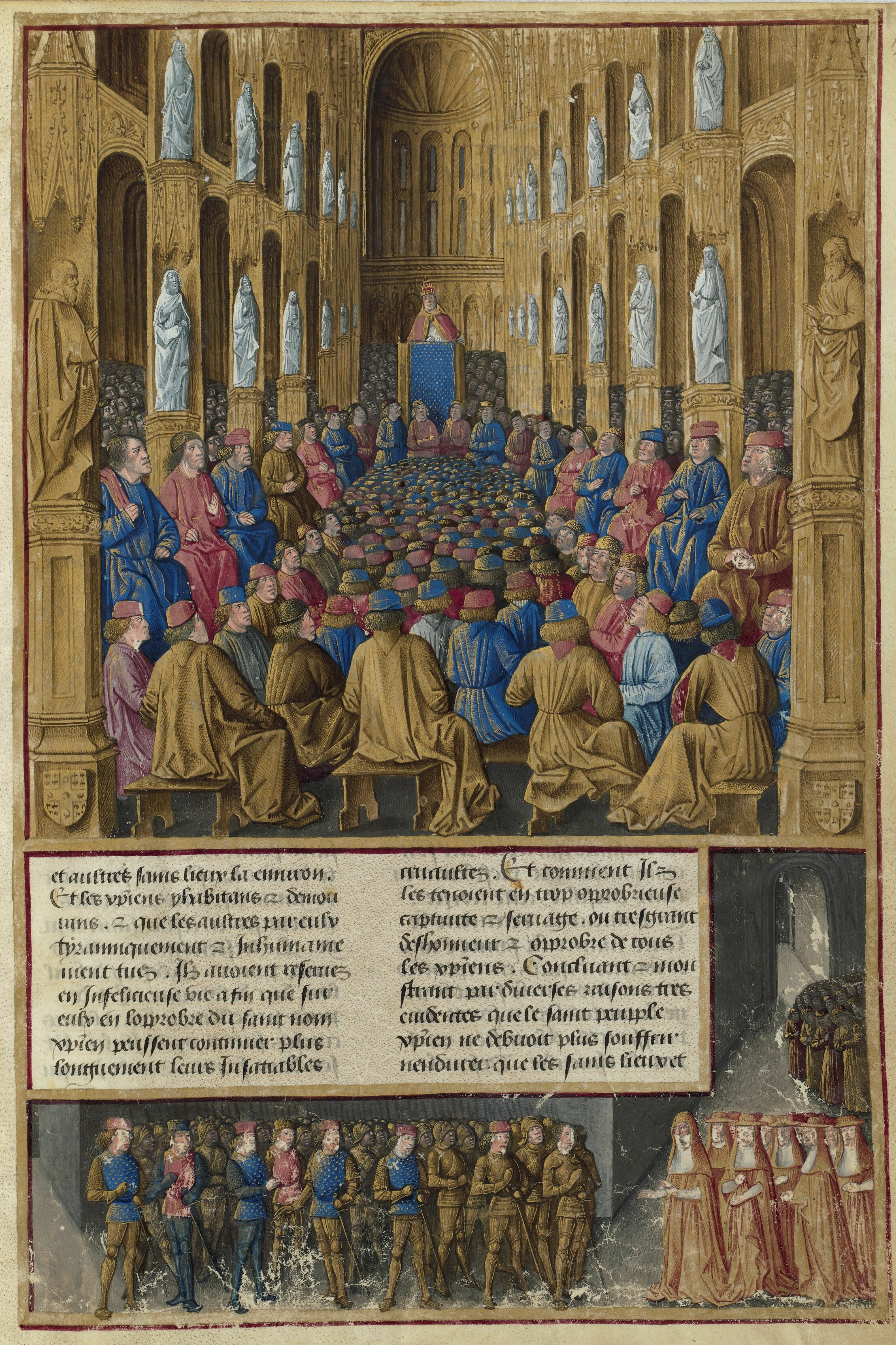
پاپ اوربان دوم در شورای کلرمونت.

در سال ۱۰۷۱ م، اَلِکسیوس یکم، امپراتور بیزانس، در پی شکست در نبرد مَلازگِرد، نگران پیشروی سلجوقیان در خاک آناتولی به سمت غرب بود. وی در مارس ۱۰۹۵ م فرستادگانی را به شورای پیاچِنزا فرستاد تا علیه ترکان از پاپ درخواست یاری کند. پاپ اوربان دوم، شاید به امیدِ از بین رفتن انشقاق چهل‌ساله بین کلیسای ارتدوکس و کاتولیک و برقرار شدن دوبارهٔ وحدت دینی در سراسر اروپا، به این درخواست پاسخ مثبت داد.
سپاه‌های صلیبی اندکی پس از شورای کِلِرمونت و سخنرانی پاپ اوربان دوم در سال ۱۰۹۵ م، به سوی شرق رهسپار شدند. آن‌ها از آسیای صغیر عبور کردند، به انطاکیه رسیدند و در سال ۱۰۹۸ م آن‌جا را به تصرف درآوردند. آنگاه در دو محور ساحلی و داخلی (روج – مَعرَةُ النُّعمان – شِیزَر – مَصیاف – اکراد) حرکت کردند تا بار دیگر در طِرابلُس به یکدیگر بپیوندند و از آن‌جا راه‌شان را به سوی بیروت و صِیدا تا قیساریه و از آن‌جا تا اورشلیم ادامه دهند. صلیبی‌ها پس از فتح کرانهٔ مدیترانه، دولت‌های خود را سازماندهی کردند و حکومت‌هایی خودمختار از جمله پادشاهی اورشلیم و شاهزادگی انطاکیه را تشکیل دادند.
در اواخر سال ۱۰۹۹ م خبر بازپس‌گیری سرزمین اورشلیم توسط مسیحیان به اروپا رسید و مردم با شور و شادمانی از آن استقبال کردند. در زمستان سال بعد، بسیاری از فرماندهان و سربازان صلیبی به سرزمین‌های خود بازگشتند. سخن آن‌ها این بود که شرق نیاز به جنگجویان و آبادگرانی دارد تا کار خدا را ادامه دهند؛ اموال و املاک فراوانی در شرق در انتظار مردمان حادثه‌جو است. آنان بر جنگ صلیبی جدیدی که مردان کلیسا آن را تبرک می‌دانستند، اصرار می‌ورزیدند.
به این ترتیب جنگ صلیبی دیگری با شرکت جنگجویان لُمباردی، آلمانی و فرانسوی آغاز گردید؛ اما این تهاجم، به‌ویژه پس از حمله به آنقوره، با مقاومت مستمر سلجوقیان روم روبه‌رو شد. در سال ۱۱۰۱ م جنگ سرنوشت‌سازی میان مسلمانان ترک و صلیبی‌ها در مرسیوان روی داد و ترکان موفق شدند نیروهای صلیبی را درهم بشکنند. پس از آن، آلمان‌ها و فرانسوی‌ها دو حملهٔ دیگر ترتیب دادند؛ اما چیزی بیش از حمله‌های پیشین نصیب آنان نشد و ترکان موفق شدند نیروهایشان را نابود سازند. سلجوقیان روم تسلط خود را بر آناتولی تثبیت کردند و این کار موجب افزایش نیروی آنان شد. کنت‌نشین اِدِسا در سال ۱۱۰۴ م، در نبرد سرنوشت‌ساز حَرّان بر ساحل رودخانهٔ بَلیخ مجدداً توسط مسلمانان فتح شد. این نبردهای پیاپی افسانهٔ «شکست‌ناپذیری صلیبیون» را باطل کرد و امارت حلب از خطر تهدید صلیبی‌ها رهایی یافت.

مسیر هجوم صلیبیون طی جنگ دوم صلیبی

درگیری از مناطق شمال به جنوب کشیده شد و صلیبی‌ها به پی‌ریزی سلطه و گسترش مملکت خویش در آن‌جا پرداختند. آنان در سال ۱۱۱۰ م بر صیدا چیره شدند، در سال ۱۱۱۸ م به فرماندهی بالْدْوین یکم، پادشاه اورشلیم، به مصر — که تحت حاکمیت خلافت فاطمیان بود — و در سال ۱۱۱۹ م به‌طور منظم به آن سوی رود اردن حمله کردند. در مناطق شمالی درگیری پیرامون حلب و کنت‌نشین ادسا ادامه یافت؛ زیرا نخستین هدف صلیبی‌ها این بود که با تسخیر ادسا ارتباط با شرق اسلامی را قطع و از این طریق امنیت پادشاهی ارمنی کیلیکیه و شاهزاده‌نشین انطاکیه را تأمین کنند.
در سال ۱۱۴۶ م و در مناطق شمالی درگیری پیرامون حلب و امارت ادسا به رهبری نورالدین زنگی ادامه یافت. در سال ۱۱۵۴ م، نورالدین توانست از ضعف ناشی از درگیری‌های نیروهای صلیبی بهره ببرد و دمشق را تسخیر کند.
به‌تدریج، نیروهای صلیبی با یکدیگر و نیز با امپراتوری بیزانس دچار اختلاف شدند. شاید آشکارترین تعارض‌ها، پس از شکست حملهٔ صلیبی دوم بروز کرد؛ و آن هنگامی بود که کُنراد سوم، امپراتور آلمان، در ۱۸ سپتامبر ۱۱۴۸ م عکا را به مقصد سالونیک ترک گفت و در راه به میهمانی امپراتور بیزانس، مانوئل یکم رفت. دو امپراتور ضد راجر دوم، پادشاه سیسیل، و هم‌پیمانش لویی هفتم، پادشاه فرانسه، پیمان بستند. پیمان آلمانی–بیزانسی نیز با ازدواج هِنری، برادر کنراد، با دختر برادر امپراتور بیزانس، مانوئل، به نام تئودورا شکل گرفت. شکل‌گیری این اتحادها در بین اروپاییان، باعث شد وحدت نسبی بین صلیبیون از بین برود و اسباب زوال آن‌ها را فراهم کرد. اختلاف میان بیزانسی‌ها و این جنگجویانِ ازغرب‌آمده، در مواردی، بیش از اختلاف بیزانسی‌ها و مسلمانان ترک بود؛ به‌طوری‌که در اثنای حملهٔ دوم صلیبی میان امپراتور مانوئل و ترک‌ها پیمان عدم تعرض به امضا رسید و ترک‌ها به جنگ با صلیبی‌ها پرداختند. این پیمان اروپاییان را به خشم آورد و بیزانسی‌ها را به خیانت و همکاری با دشمنان دین متهم ساختند.
پادشاهی‌های صلیبی با ممالک خودشان در اروپای غربی رابطهٔ خوبی نداشتند و اغلب در حال منازعه بودند. شاید از آشکارترین علل این منازعه‌ها، اختلاف‌هایی بود که در رسوم و جهت‌گیری‌ها میان صلیبیونِ ساکن شرق و عموزادگانِ مهاجرِ اروپایی‌شان روی می‌داد؛ صلیبی‌ها در جنگ دوم خود در فلسطین با جامعه‌ای روبه‌رو شدند که طی یک نسل، روش زندگی و گذران معاش خود را تغییر داده بود؛ آن‌ها در حالی که به زبان فرانسوی سخن می‌گفتند، پیرو کلیسای لاتینی بودند. این تغییر برای صلیبیون بهت‌آور بود. پادشاه اورشلیم مدعی بود که ریاست پادشاهی‌های صلیبی شرق با اوست و به خود حق می‌داد که از حاکمان آن‌ها بخواهد که در عملیات نظامی برای وی نیروی کمکی بفرستند. با این حال، ادعای او — مگر در مواردی که پادشاه از نیروی کافی برای تحمیل نظر خود برخوردار بود — تحقق نیافت. حتی انطاکیه یا طرابلس، از جنبهٔ عقیدتی بخشی از اورشلیم به‌شمار نمی‌آمدند.

### اوضاع در جبههٔ مسلمانان
سلجوقیان که پس از جنگ ملازگرد در سال ۱۰۷۱ م به اوج قدرت خود رسیده بودند، با مرگ ملکشاه در سال ۱۰۹۲ م، دچار آشفتگی و جنگی داخلی شدند؛ جنگی که سرانجام با تقسیم حکومت پایان یافت.
در این زمان عراق صحنهٔ آشوب‌هایی بود که به وسیلهٔ عرب‌ها و ترک‌ها رهبری می‌شد. در شام، اگرچه تُتُش، بنیان‌گذار سلسلهٔ سلجوقیان شام، در سال ۱۰۹۵ م درگذشت، اما پسرانش رضوان و دُقاق، حاکمان حلب و دمشق، پس از کوشش‌های فراوان بر اوضاع مسلط شدند. اورشلیم به حکومت اَرتُقیان انتقال یافت. طرابلس زیر سلطهٔ شیعیان بنی‌عمار و موصل زیر فرمان کِربوغا بود. فاطمیان مصر با استفاده از این آشفتگی به گسترش سرزمین خویش در فلسطین پرداختند و اورشلیم را تسخیر کردند. پس از این که صلیبیون در سال ۱۰۹۸ م به انطاکیه رسیدند و در نخستین جنگ صلیبی آن را تصرف کردند، همهٔ این حاکمان با آن‌ها وارد جنگ شدند، ولی ناکام ماندند.
بعضی از شهرها مانند مَعرَةُ النُّعمان در مقابل تهاجم صلیبیون مقاومت کردند و بعضی دیگر مانند حَمات، شِیزَر، طرابلس و حُمص از در صلح درآمدند. با این حال، کشتارهای صلیبیون در آسیای صغیر؛ چه در طول مسیر، چه در هنگام رسیدن به انطاکیه و چه در ادامه در اورشلیم و دیگر شهرهای فلسطین، مسلمانان را خشمگین کرد و آن‌ها را واداشت تا خود را آمادهٔ نبرد با صلیبیون کنند. اما امارت‌های پراکنده و ضعیفِ شام، قدرت کافی برای مقابله با آن‌ها را نداشتند. در شمال، قِلیچ ارسلان از رهبران سلاجقه به‌همراه امیر دانشمندی با نام اَنوشْتَگین، در ابتدا پیروزی‌هایی در مقابل صلیبیون به‌دست‌آورد، اما چون متحد قدرتمندی در کنار خود نداشت، توان پایداری و قدرت خود را از دست داد. علی‌رغم آنچه در آناتولی رخ داده بود، فاطمیان در جنوب ابتدا سعی کردند تا با صلیبیون به تفاهم برسند، اما با نظر منفی آن‌ها روبه‌رو شدند؛ لشکر مصر درهم شکست و آن‌ها اورشلیم را از دست دادند. فاطمیان در پی شکست‌های اورشلیم و اَشکَلون درصدد انتقام برآمدند و به پیروزی‌هایی دست یافتند. اما صلیبیون درنهایت با رهبری بالدْوین یکم از پیروزی آن‌ها در یافا و اورشلیم جلوگیری کردند.
پس از آن درگیری‌ها در شمال و جنوب و خشکی و دریا ادامه یافت. از یک سو، مسلمانان نمی‌توانستند تسلیم دشمن شوند و ریاست سرزمین و ثروت‌شان را به آنان دهند و از سوی دیگر، صلیبیون برای تصرف فلسطین و سکونت در آن‌جا آمده بودند، در حالی که امکانات سرزمین فلسطین برای آن‌ها کافی نبود. آن‌ها نمی‌توانستند کاری جز جنگ و ادامه تحرکات نظامی انجام دهند و ناگزیر باید به کاروان‌های تجاری پیرامون خود حمله می‌کردند. این کار به نوبهٔ خود موجب تشدید درگیری می‌شد.
در خلال همین درگیری‌ها، خاندان زنگی در موصل ظهور کرد و رهبری جهاد را بر عهده گرفت. عمادالدین زنگی راه را برای پیشبرد جنگ به نفع مسلمانان پایه‌گذاری کرده بود اما در شب ۱۴ سپتامبر سال ۱۱۴۶ م به‌دست یکی از خدمتکارانش کشته شد. با کشته شدن او، درگیری‌های درون‌خاندانی و برون‌خاندانی برای رسیدن به قدرت اوضاع را آشفته کرد و رِیْموند، امیر انطاکیه با این تصور که می‌تواند از غیاب بزرگ‌ترین دشمن صلیبیون بهره ببرد، نیروهای خود را عازم حلب کرد. اما نورالدین زنگی، فرزند عمادالدین، توانست آن‌ها را شکست دهد و در ادامه بر مناطقی از شام همچون دمشق، بُصریٰ و صَلخَد مسلط شود و قدرت دوباره زنگیان را بازگردانَد. نورالدین در ادامه رهسپار حلب شد که تحت قیمومت اسدالدین شیرکوه قرار داشت. وی در آن‌جا مورد حمایت قرار گرفت و راه برای رسیدن به حکومت هموار شد.
با قدرت‌گیری نورالدین در شام و گسترش فتوحات او در فلسطین، ملکه مِلیسِند برای جلوگیری از ادامه فتوحات زنگیان، از پادشاهان درخواست اعزام نیرو کرد. کُنراد و لویی پادشاهان آلمان و فرانسه، به این درخواست جواب مثبت دادند اما سپاه جدید قبل از رسیدن به شام و سرزمین مقدس، در دورولائوم از ترکان شکست خورد و از هم پاشید. از این سپاه، فقط تعداد اندکی از نیروها توانستند خود را به سُوِیْدیه برسانند.
در این زمان، نورالدین مشغول آزادسازی شمال بود. ریموند، حاکم انطاکیه، خود را در مقابل خطری دو جانبه دید: سلاجقه به رهبری مسعود، حاکم قونیه و نورالدین که با مسعود هم‌پیمان شده بود. پس ریموند نیز به نوبهٔ خود با رهبر حَشّاشین (اسماعیلیه) به نام علی بن وفای کرد متحد شد و در نوامبر سال ۱۱۴۸ م به اتفاق او به نورالدین در اَفامیه حمله کرد، ولی به هدف خود نرسید. در بهار سال ۱۱۴۹ م، مسلمانان با فرماندهی نورالدین، ریموند را در بُغراس شکست دادند. نورالدین سپس برای مبارزه با دژِ اِنب، عازم جنوب شد. ریموند نیز با سپاهی کوچک همراه با هم‌پیمانان فاطمی خود به یاری دژ شتافت. در ۲۸ ژوئن سپاه صلیبی در زمین پست نزدیک عین مراد، در دشت واقع در میان اِنب و برکه غاب، اردو زدند. لشکر نورالدین زنگی طی یک حملهٔ شبانه سپاه صلیبیون را محاصره کردند. بامداد روز بعد، ریموند دریافت که هیچ راهی جز درگیری با مسلمانان وجود ندارد. به دنبال آن نبردی خونین روی داد که طی آن تعداد زیادی از طرفین کشته شدند. نورالدین به عقب راندن صلیبیون از دژهای شمال ادامه داد. او در سال ۱۱۵۰ م بر دژهای اَرزَجان و تل کشفان چیره شد و دو پادگان ارتاح و حارِم را تصرف کرد. سپس رهسپار غرب شد و خود را به نزدیکی انطاکیه رساند. او به حملات خود ادامه داد تا به سویدیه رسید. در این زمان ژوسِلین، کنت ادسا، در کمینی گرفتار شد که شماری از سپاهیان ترک برایش نهاده بودند. نورالدین شماری از نیروهای خود را فرستاد تا وی را از دست کسانی که اسیرش کرده بودند، رها سازند و فرمان داد چشمانش را میل کشیدند و او را در حلب به زندان افکندند. وی در آن‌جا ماند و نُه سال بعد جان سپرد.
به این ترتیب هنوز تابستان ۱۱۵۰ م شروع نشده بود که شاهزاده‌نشین انطاکیه و باقیمانده‌های کنت‌نشین رها، رهبران خود را از دست دادند و نورالدین حاکم بلامنازع شمال شد. افزایش قدرت نورالدین منجر به برقراری پیمانی میان او و سلطان مسعود سلجوقی گردید. نورالدین با ازدواج با دختر مسعود، این اتحاد را محکم‌تر کرد؛ ولی مسعود در حملهٔ دامادش به پاتریس او را همراهی نکرد و تنها به تصرف کِیْسوم و بِهسا در شمال کنت‌نشین رها بسنده کرد و سپس آن‌ها را به پسرش قلیج ارسلان بخشید.
سال ۱۱۵۱ م، مسعود در حمله به پادگان‌های بیزانس شرکت کرد. امیران ارتقی نیز برای استفاده از شرایط به نفع خود، در این حمله شرکت کردند. عِین‌تاب و دلوک به دست مسعود افتاد و امیر ماردین بر سیمساط و بیره مسلط گردید. راوندان به دست نورالدین افتاد و پادگان تل باشر در ژوئیه ۱۱۵۱ م تسلیم حسان، یکی از فرمانده نورالدین شد.

## وضعیت پادشاهی اورشلیم و سلطنت ایوبی پیش از نبرد

### اختلافات بر سر جانشینی

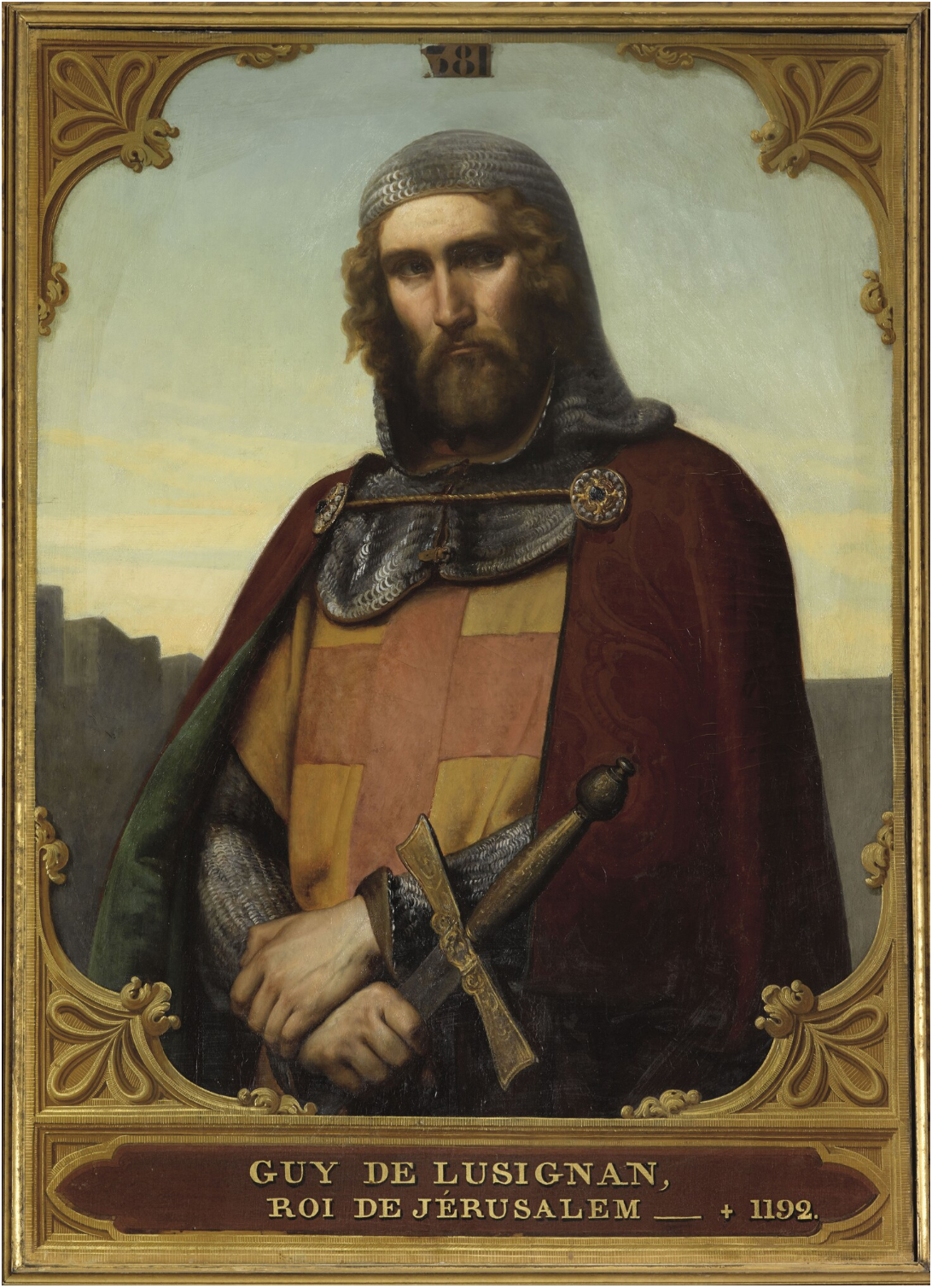
تصویری از گی لوزینیان

بالدوین چهارم، پادشاه اورشلیم، از ۱۱۷۴ تا ۱۱۸۵ م بود. وی مبتلا به جذام بود و هم‌زمان با بیماری وی، خواهرش سیبلا، کُنتِس حیفا و اشکلون، گِی لوزینیان، یکی از کوچک‌ترین اشراف دون‌مرتبهٔ فرانسه را به عنوان شوهر خود انتخاب کرد. این انتخاب در ابتدا با مخالفت بالدوین روبه‌رو شد؛ اما سرانجام، در سال ۱۱۸۰ م او اجازهٔ ازدواج را صادر کرد. با این ازدواج، گی به امارت یافا و اشکلون دست یافت و پس از مدتی به تدریج توانست سیطرهٔ خود را بر تمامی مناطق به جز اورشلیم گسترش دهد و سرانجام به عنوان نائب‌السلطنه و جانشین پادشاه انتخاب شود. اما، به دلیل حملات صلاح‌الدین ایوبی و قدرت گرفتن مخالفان گی از جمله ریموند سوم، کُنتِ طرابلس، وی از مسند خود خلع شد و به جای او، بالدوین پنجم به مسند جانشینی رسید. پادشاه فعالیت خود را ضد گی ادامه داد و خواهر خود را مجبور به طلاق از گی کرد. گی نیز به شهر خود بازگشت و در برابر پادشاه قیام کرد و بدین ترتیب تنش بین آن دو آغاز شد. پادشاه توانست طی چند لشکرکشی، گی را از مقام امارت خود در شهرهای یافا و اشکلون برکنار، و ریموند سوم را — که از مخالفان گی بود — به عنوان مشاور و نائب‌السلطنه بالدوین پنجم انتخاب کند.
با مرگ بالدوین چهارم در سال ۵۸۰ ه‍.ق/۱۱۸۵ م و سپس بالدوین پنجم در سال پس از آن، مجدداً مشکلات داخلی صلیبیون آغاز شد. اولین تنش بین ریموند با ژوسلین کورتِنایی به وجود آمد. ژوسلین در غیاب ریموند توانست عکا و بیروت را — که براساس فرمان بالدوین چهارم به ریموند رسیده بود — تسخیر و اشغال کند. مخالفان ریموند، رِیْنالد شاتیون، لرد ماورای اردن، و جِرارد رایدفورت، استاد اعظم شوالیه‌های معبد، توانستند او را از مسند حکومت دور، و پادشاهی را از بالدوین پنجم به مادرش، یعنی سیبلا، منتقل کنند؛ اما از آن‌جایی که وی زن بود و به تنهایی نمی‌توانست حکومت کند، مطابق با خواست مخالفان ریموند، تاج شاهی را به همسرش یعنی گی لوزینیان اعطا کرد.

### اقدامات تحریک‌برانگیز رینالد شاتیون
رینالد شاتیون یکی از همراهان پادشاه فرانسه، لویی هفتم، در جنگ دوم صلیبی بود، که در سرزمین فلسطین ماند. سپس، وی به خدمت بالدوین سوم، پادشاه اورشلیم، درآمد و با ملکهٔ شاهزاده‌نشین انطاکیه، کنستانس، در سال ۱۱۵۳ ازدواج کرد و به این ترتیب، به مقام شاهزادگی انطاکیه رسید. وی تا قبل از آغاز حملات خود علیه مسلمانان، حملاتی را علیه بیزانس به همراه شوالیه‌های هوسپیتالر انجام داد، اما در آخر مجبور به پذیرش اشتباه خود و واگذاری انطاکیه به امپراتور بیزانس شد.
رینالد در سال ۱۱۶۰ م نیروهایش را برای غارت گله‌ها و کاروان‌های واقع در نزدیکی دشت رودخانه فرات هدایت نمود، اما در بازگشت توسط نیروهای حاکم حلب، مجدالدین، از عاملین نورالدین زنگی دستگیر شد. مسلمانان او را اسیر کردند و با همراهانش به زندان حلب فرستادند. وی مدت شانزده سال در آن‌جا ماند، تا سرانجام در سال ۱۱۷۵ م، مسلمانان او را آزاد کردند.
در سال ۱۱۸۱ م، رینالد پیمان صلح سال پیش را — که میان صلاح‌الدین و بالدوین چهارم بود — نقض کرد. او نیروهایش را به سوی شرق هدایت کرد تا به آبادی تیما، واقع در راه دمشق–مکه رسید. در نزدیکی آبادی به کاروانی که با آرامش به سوی مکه حرکت می‌کرد، حمله برد و همه کالاهای بازرگانی را تصرف کرد؛ ولی صلاح‌الدین که در این هنگام در مصر بود، با سرعت فرُّخ‌شاه را در رأس سپاهی از دمشق اعزام کرد. این سپاه به ناحیهٔ ماورای رود اردن نفوذ کرد و رینالد مجبور به عقب‌نشینی شد.
در سال ۵۷۸ ه‍.ق/۱۱۸۲ م رینالد به ایله، در دماغهٔ خلیج عَقَبه، حمله کرد. در این حمله ایله که از سال ۱۱۷۰ م در قلمرو مسلمانان بود به دست او سقوط کرد. رینالد مدتی را در جزیره ایله ماند و از آن‌جا با دو کشتی عزم جنگ جزیره فرعون کرد. آنان راه ساحل غربی دریای سرخ را در پیش گرفتند و همه شهرهای کوچک سر راه را تاراج کردند. آنان عِیْذاب، از بندرهای بزرگ نوبه واقع در مقابل مکه، را مورد حمله قرار دادند و کشتی‌های پر از کالاهای وارداتی یمن و هند را غارت کردند. یک دسته از نیروها در خشکی پیاده شدند و کاروان بزرگی را مورد حمله قرار دادند. آنگاه از عرض دریای سرخ از عیذاب به سوی ساحل سرزمین عرب عبور کردند و کشتی‌های لنگر گرفته در حوراء و یَنبُع را به آتش کشیدند و در ادامه پیشروی خود به بندرهای مکه رسیدند. در آن‌جا کشتی‌هایی را که در اختیار زائرین بود و به جده می‌رفت، غرق کردند.
در سال ۱۱۸۶ م رینالد شاتیون بار دیگر به معاهدهٔ صلح بین دو طرف خیانت کرد. صلاح‌الدین با مشاهدهٔ این رفتارها، وی را بارها به محاصره درآورد و به قلمرواش حمله کرد، تا آن‌که تسلیم شد و شکست خورد و از صلاح‌الدین درخواست صلح کرد. وی نیز تقاضایش را پذیرفت و با او صلح کرد، و با یکدیگر عهد بستند که کاروان‌های میان مصر و شام رفت‌وآمد خود را از سر بگیرند. با این حال سال بعد رینالد مجدداً به کاروان‌های عبوری مسلمانان حمله، و اموال و احشام آن‌ها را غارت کرد، که این باعث اعتراض صلاح‌الدین به وی و پادشاه اورشلیم شد؛ ولی او زیر بار نرفت و بر مخالفت خود اصرار کرد. صلاح‌الدین نیز در جواب این کار عهد کرد، که هرگاه بر رینالد دست یابد او را به قتل برساند.
احتمالاً رینالد از این کار ۴ هدف داشته است:
1. سیطره بر دریای سرخ
2. بستن راه حج و جنگ تمام عیار با دنیای اسلام
3. تسلط بر عدن برای به دست گرفتن قدرت گذرگاه‌های دریای سرخ و کسب انحصار بازرگانی
4. راضی کردن دولت مسیحی حبشه برای مشارکت در نبرد صلیبیون با مسلمانان.

جهان اسلام از این رویداد به لرزه درآمد؛ و امیران حلب و موصل که از صلیبیون درخواست کمک کرده بودند، از هم‌پیمانی خود با صلیبیون پشیمان شدند. صلاح‌الدین نیز عهد کرد که تلاش رینالد برای هتک حرمت دین را نخواهد بخشود.

### اتحاد ریموند با صلاح‌الدین
نقض پیمان صلح و آزادی و امنیت کاروان‌های عبوری، جنگ را اجتناب‌ناپذیر ساخت. اما با توجه به این‌که فرماندهان صلیبی با یکدیگر اختلاف نظر داشتند، بوهِمُند، امیر انطاکیه، در تجدید پیمان صلح با صلاح‌الدین درنگ نکرد، تا امنیت اقطاعات خود را حفظ کند. ریموند، کنت طرابلس، عکا را به سمت طبریه، از اقطاعات همسرش اسکیفا، ترک کرد؛ اما در بدو ورود به آن‌جا متوجه شد که گی این اقطاع را از وی و همسرش گرفته است. ریموند به حساب آن سال‌ها که به عنوان نایب‌السلطنهٔ بالدوین پنجم در آن‌جا حکومت می‌کرد، مطالبه خود را آغاز کرد؛ اما در این زمینه تنها و بدون پشتیبانی لازم بود. به دلیل قدرت کم در برابر پادشاه جدید و ترس وی از حمله مخالفانش، درصددِ یافتنِ متحدی جدید و قدرتمند بود که از وی در برابر دشمنانش حمایت کند. وی در زمانی که نایب‌السلطنه بود، معاهده صلحی با صلاح‌الدین بسته بود. وی پیمان صلح با صلاح‌الدین را چنان فراگیر در نظر گرفت که امارت همسرش در الجلیل را نیز شامل شد. او در این موقعیت درصدد حفظ و پابرجا ماندن صلح خود با ایوبیان بود. اما ترس وی از گی لوزینیان، او را ناگریز وادار به فرستادن قاصدی به جانب دمشق کرد، تا از صلاح‌الدین برای حمایت در برابر گی درخواست کمک کند. صلاح‌الدین نیز از این موقعیت استفاده کرد و گروهی از نظامیان خود را جانب ریموند فرستاد و اعلام کرد درصورت حملهٔ دشمنان ریموند به وی، از او حمایت خواهد کرد؛ بنابراین صلحی بین طرفین بسته شد که از نظر صلیبیون خیانتی بیش نبود و حتی او را متهم به گرویدن به اسلام کردند. صلاح‌الدین از موقعیت بهره برد، تا بین صلیبیون اختلاف ایجاد کند و به اهداف خود یعنی جهاد برسد.
این در حالی بود که پادشاه اورشلیم، گی لوزینیان — که بر الجلیل مسلط نبود — برای جنگیدن با مسلمانان سردرگم بود. جرارد، رهبر شوالیه‌های معبد، اقدام به تشویق پادشاه برای جنگ با ریموند و تصرف الجلیل پیش از رسیدن مسلمانان کرد. در این فاصله بالیَن اِبلین، از اشراف اورشلیم، فرارسید و پادشاه گی با بدرفتاری او را مورد بازخواست قرار داد. پس از اظهار پادشاه مبنی بر این‌که عازم جنگ در طبریه است، بالین به اشتباه بودن نقشه اشاره کرد. چرا که ریموند با برخورداری از قدرت نظامی برتر و همکاری با ایوبیان، بر وی برتری داشت. بالین از پادشاه درخواست کرد، تا وی را برای گفتگو نزد ریموند بفرستد. با اوج گرفتن اختلافات داخلی، گی با توصیه بالین، وی را با هدف صلح عازم طبریه کرد، تا ریموند را متقاعد به مذاکره کند؛ زیرا حکومت اورشلیم در حالت جنگ با صلاح‌الدین بود و به کمک ریموند نیاز داشت. در مذاکره بین ریموند با بالین، ریموند شرط کرد در قبال بازگرداندن بیروت به وی، تابعیت خود را از پادشاه اعلام می‌کند، اما گی این درخواست را نپذیرفت و این تلاش به شکست انجامید و ریموند به اتحاد خود با صلاح‌الدین پایبند باقی ماند.
بعد از حملات مجدد رینالد به کاروان‌های مسلمانان، ریموند دامنه صلح خود با صلاح‌الدین را گسترش داد و از این طریق راه ورود صلاح‌الدین به سرزمین ماورای اردن را هموار کرد؛ بنابراین موج حملات مسلمانان به مناطق تحت نظر پادشاهی اورشلیم شدت گرفت.
گی که در وضعیت دشواری قرار داشت، دوباره بالین را برای گفتگو با ریموند عازم طبریه کرد؛ اما قبل از رسیدن نمایندگان گی، ریموند طبق توافقی اجازه عبور نیروهای صلاح‌الدین را داد. این نیروها پس از عبور از منطقه، در صِفوریه با صلیبیون برخورد کردند. طی نبرد کِریسون، صلیبیون شکست خوردند و تعدادی از فرماندهان آن نظیر راجر مولینْز، استاد ارشد شوالیه‌های هوسپیتالر، کشته و بالین و رینالد نیز متواری شدند. ریموند بعد از این نبرد، از توافق خود با صلاح‌الدین پشیمان شد، که دلیل آن ضربهٔ شدید به صلیبیون و تهدید محرومیت از اورشلیم و شکست پیمان زناشویی ریموند توسط پاتریک اورشلیم بود؛ لذا او توافق خود را با صلاح‌الدین لغو کرد و خود را مطیع پادشاه معرفی نمود و راضی شد تحت امر گی لوزینیان با مسلمانان بجنگد.

### اقدامات صلاح‌الدین پیش از نبرد

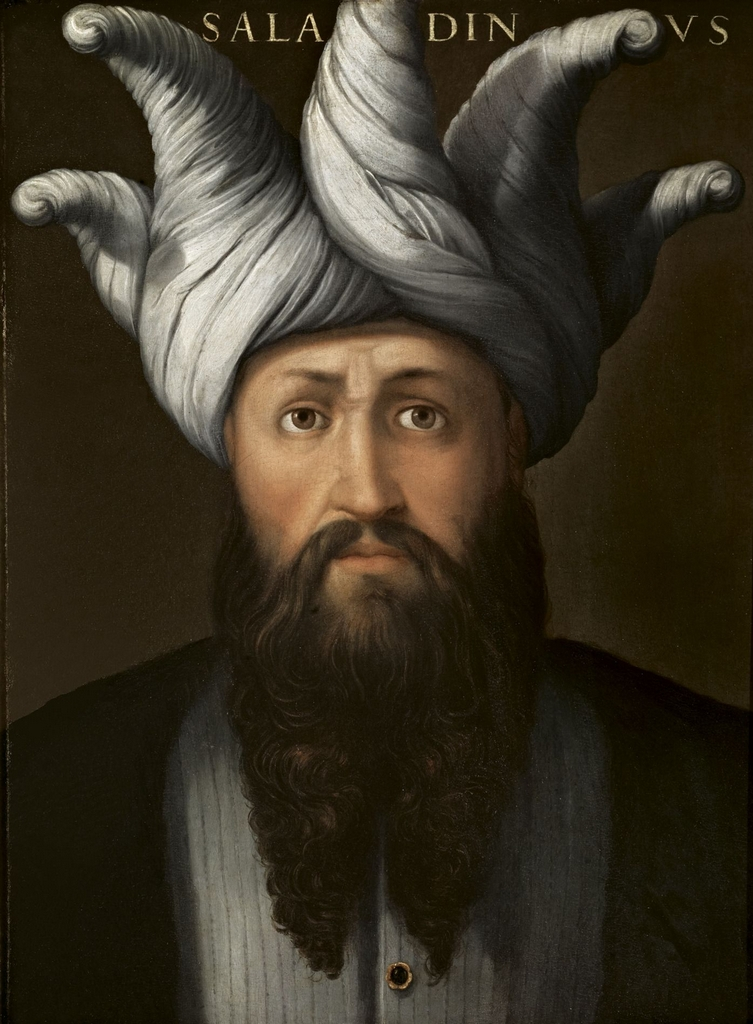
تصویری از صلاح‌الدین که در قرن ۱۶ م کشیده شده است.

با آغاز درگیری بین نورالدین زنگی و شاوَر که با صلیبیون همراه شده بود، وی در سال ۱۱۶۶ م اسدالدین شیرکوه و بردارزاده‌اش صلاح‌الدین را به مصر فرستاد تا علاوه بر شکست نیروهای متحد شاور و صلیبیون حکومت مصر را به‌دست بگیرند. اما پس از پایان یافتن جنگ و صلح بین طرفین، خلیفهٔ فاطمی، العاضِد، اسدالدین را به عنوان وزیر خود برگزید ولی پس از یک سال، با مرگ شاور و شیرکوه، صلاح‌الدین وارث مقام عموی خود شد و سرانجام، با مرگ آخرین خلیفهٔ فاطمی، حکومت مصر در سال ۱۱۷۳ م به صلاح‌الدین رسید. با از بین رفتن خلافت فاطمی، صلیبیون بار دیگر درصدد تصرف مصر برآمدند تا جنگ بین صلاح‌الدین با صلیبیون آغاز شود. همزمان با درگیری صلاح‌الدین با پادشاهی اورشلیم، نورالدین زنگی، رهبر قدرتمند زنگیان درگذشت تا منطقهٔ شام، دچار آشفتگی ناشی از برخورد فرماندهان نورالدین بر به‌دست گرفتن قدرت شود اما صلاح‌الدین در سال ۱۱۷۴ م، با عبور از اردن و دور زدن فلسطین، دمشق را محاصره کرد و پس از مدتی موفق به تصرف شهر شد و آن را به عنوان پایتخت خود برگزید. پس از آن توانست امرای محلی شام را سرکوب و آن‌ها را تابع خود کند. وی پس از تصرف شام در سال ۱۱۷۶ م، بار دیگر تمرکز خود را معطوف صلیبیون و پادشاه جوان اورشلیم، بالدوین چهارم کرد.
از سوی دیگر، بعد از درگیری‌های بین دو طرف در سال ۱۱۷۹ و ۱۱۸۰ م، پس از نبرد مَرجْ عَیّون در سال ۱۱۸۰ م، بالدوین چهارم، پادشاه اورشلیم، طی پیغامی خواستار صلح با صلاح‌الدین گردید. در این هنگام ناوگان مصری موفق شده بود کشتی‌های لنگرانداخته در بندر عکا را با موفقیت تاراج کند و در نیمهٔ سال مسلمانان توانسته بودند، الجلیل را سخت مورد حمله قرار دهند. صلاح‌الدین با این صلح برای مدت دو سال موافقت کرد؛ و رهسپار تجدید سازمان حکومت شد و بالدوین نیز در پی تشکیل مجدد جبههٔ صلیبی رفت.
در سال ۱۱۸۱ م، رینالد شاتیون، امیر کَرَک، یکی از کاروان‌های مسلمانان را در واحهٔ تِیْماء مورد حمله قرار داد. چون این خبر به صلاح‌الدین رسید برای اعتراض به نقض پیمان، فرستاده‌ای نزد بالدوین فرستاد و خواستار غرامت شد. بالدوین به عادلانه بودن ادعای صلاح‌الدین اعتراف کرد، ولی رینالد از پرداخت غرامت سرباز زد. شماری از دوستان رینالد در دربار نیز، وی را مورد تأیید قرار دادند و موجب غافل شدن پادشاه ضعیف از موضوع شدند؛ ولی صلاح‌الدین به پیگیری‌اش ادامه داد. چند ماه بعد، اوضاع جوی کاروانی از کشتی‌ها را که ۱۵۰۰ زائر اورشلیم را حمل می‌کرد، ناچار ساخت که در سواحل مصر در نزدیک دُمیاط پهلو بگیرند. صلاح‌الدین فرمان داد همه آن‌ها را به زنجیر کشیدند. آنگاه به بالدوین پیغام داد، که حاضر است آنان را در مقابل بازگرداندن اموال غارت‌شده توسط رینالد آزاد کند. اما رینالد برای بار دوم سرباز زد و این چنین جنگ اجتناب‌ناپذیر شد.

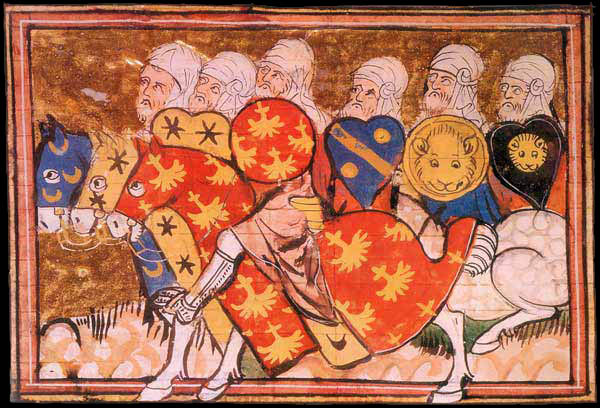
نگاره‌ای از سواره‌نظام ایوبیان در هنگامهٔ نبرد با صلیبیون

در سال ۱۱۸۲ م صلاح‌الدین نیروهایش را سازمان‌دهی کرد و در بیرون قاهره اردو زد، تا لشکرها گرد آیند. سپس در پنجم محرم سال ۵۷۸ ه‍.ق/۱۱ مه سال ۱۱۸۲ م قاهره را به سوی شام ترک کرد. از صحرای سینا به سوی عقبه گذشت و سپس عازم مناطق شمال شد. چون به دمشق رسید، خبر یافت که فرخ‌شاه به الجلیل حمله کرده است و روستاهای واقع در دامنه‌های کوه طور را غارت کرده، بیست‌هزار رأس چارپایان را تصرف کرده و هزار تن را به اسارت برده است. صلاح‌الدین سه هفته را در دمشق سپری کرد. سپس آن‌جا را به همراه فرخ‌شاه با سپاهی انبوه ترک گفت و به فلسطین در جنوب دریای الجلیل نفوذ کرد. میان مسیحیان و مسلمانان درگیری‌هایی رخ داد، ولی نبرد به مرحلهٔ سرنوشت‌سازی نرسید. او همچنین بیروت را از خشکی و دریا به محاصره درآورد، ولی موفق به درگیری غافلگیرانه با آن شهر و فتح آن‌جا نشد. در نتیجه دست از محاصره برداشت و همراه مظفرالدین گوکبوری عازم جزیره شد. او خابور، قِرقیسا ماکسین، عرابان و نُصَیْبین را به تصرف درآورد. در آن‌جا خبر یافت که صلیبیون قصد دمشق کرده، پس از غارت روستاها به داریا رسیده‌اند و قصد نابودی آن را دارند. با رسیدن این خبر به صلاح‌الدین، برخی همراهانش به او پیشنهاد بازگشت به دمشق را دادند، ولی او نپذیرفت.
از این رو به دمشق و شام بازنگشت، بلکه عازم موصل شد و آن‌جا را به محاصره درآورد. وقتی نتوانست آن را از زنگیان بگیرد، به سمت سِنجار رفت و آن را اشغال کرد و به حران بازگشت. در همین سال رینالد شاتیون در دریای سرخ به مسلمانان حمله کرد و صلاح‌الدین را خشمگین ساخت.
در سال ۱۱۸۳ م صلاح‌الدین پس از تصرف و گرفتن حلب از عمادالدین پسر مودود زنگی، در رأس سپاهی انبوه دمشق را به مقصد بِیسان ترک کرد. او فرماندهان صلیبی را به صحنهٔ جنگ کشاند؛ و آن‌ها مجبور به گرفتن مواضع دفاعی شدند. صلاح‌الدین کوشید تا آنان را از مواضع‌شان بیرون بکشاند و در یک نبرد رویارو با آنان بجنگد، ولی موفق به انجام این کار نشد؛ در نتیجه، عقب‌نشینی کرد و رهسپار کرک شد و در آنجا نُه منجنیق ساخت؛ ولی پس از دشوار دیدن تصرف آنجا دست از محاصره کشید. سال بعد نیز به کرک حمله کرد، ولی این شهر تسلیم وی نشد. او چند شهر و روستای فلسطین را مورد تاخت و تاز قرار داد.
در سال ۱۱۸۵ م صلاح‌الدین بیمار شد و در آستانهٔ مرگ قرار گرفت. از این رو در دژ حران فرود آمد و مظفرالدین گوکبوری اسباب مراقبت وی را فراهم آورد، تا به‌طور کامل بهبود یافت.

### استراتژی و ساختار سپاه صلیبی
سپاه صلیبی که در منطقهٔ حطین با صلاح‌الدین روبه‌رو شد، ساختاری مشابه با سپاه‌های فئودالی آن زمان در غرب اروپا داشت، زیرا اکثر رهبران و نیروهای صلیبی از این مناطق رهسپار شرق شده بودند. طی حدود یک سده از زمان تشکیل پادشاهی اورشلیم تا زمان نبرد حطین، صلیبیون اقدام به تهاجم و حملهٔ بزرگ برای گسترش دامنهٔ نفوذ خود در منطقه نکردند. همچنین، پس از پایان یافتن جنگ اول صلیبی و پیروزی صلیبیون، پادشاهی تازه‌تأسیس اورشلیم و قلمروهای تابع آن، تغییری در ساختار نظامی خود که اقتباسی از اروپای فئودالی بود، ایجاد نکرد و تنها تفاوت آن با ساختار سپاه اروپایی، منابع تأمین نیروی نظامی و ساختار قدرتمندتر فئودالی بود. همچنین مهم‌ترین ویژگی سپاه صلیبی در قیاس با سپاه فئودالی اروپا، نیروهای نظامی–مذهبی مبتنی بر شوالیه‌گری شامل شوالیه‌های معبد و شوالیه‌های هوسپیتالر بود، که ابتدا برای مقاصد غیرجنگی تأسیس و تشکیل شدند؛ اما به مرور تبدیل به نیروهای نظامی شدند و سپاهی دائمی در مرزها فراهم کردند، تا پادشاهی را از حملات مسلمانان حفاظت و امنیت جانی زائران مسیحی را تأمین کنند. تا اینکه در سال ۱۱۸۷ م، فرقه‌های نظامی رسماً مسئولیت محافظت ار سرحدات مهم پادشاهی اورشلیم و سایر دولت‌های صلیبی و همچنین هستهٔ اصلی سپاه‌های صلیبی را برعهده گرفتند.
پس از پیروزی در جنگ صلیبی اول و تسخیر اورشلیم و تشکیل پادشاهی اورشلیم و قلمروهای وابسته، این پادشاهی تازه‌تأسیس دریافت که سازمان نیروهای نظامی خود، توان مقابله با نیروهای مسلمان از لحاظ مقدار نیرو را ندارد و نیروهای نظامی باقی‌مانده از جنگ اول، در حدود سه‌هزار سواره‌نظام و پیاده‌نظام بودند، که به صورت نیروهای دفاعی درآمدند. پادشاهی اورشلیم برای رفع این مشکل، تصمیم گرفت که اقدام به اقتباس مدل اصلاح‌شدهٔ سیستم فئودالی غرب اروپا کند. طبق این الگوی جدید، منابع تأمین نیروی پادشاهی اورشلیم از جهاتی با ساختار اروپای غربی متفاوت شد. نخستین منبع تأمین نیروی نظامی سپاه صلیبیون — که مشابه با الگوی اروپایی بود — لِوی (Levy: نیروها و سربازان به خدمت گرفته شده از فئودال‌ها) بودند، که ستون اصلی سپاه صلیبی را تشکیل می‌دادند. پادشاه وظیفه داشت در ازای خدمت سالیانهٔ آن‌ها، روزانه به آن‌ها مواجب بپردازد و غذای آن‌ها را نیز تأمین کند. دیگر منبع صلیبیون برای تأمین نیرو در شهر و دژها، آریره بان (Arrière ban) بودند. آریره بان به افرادی گفته می‌شد که به سن جنگیدن و برداشتن سلاح رسیده بودند و در شرایط خاص و با اعلان پادشاه، به خدمت سپاه درمی‌آمدند. این نیروها با توجه به تعداد آن و در قیاس با نیروهای نظامی فئودالی، از تجهیزات و مهارت‌های نظامی کمتری برخوردار بودند. دیگر نیروهای تشکیل‌دهندهٔ سپاه صلیبی که مشابه ساختار فئودالی بود، شوالیه‌های تیول‌دار بودند که پادشاه در ازای خدمت آن‌ها، به شوالیه‌ها زمین و ملک می‌داد. طبق منابع، در هنگام نبرد حطین، حدود ۶۳۵ تا ۷۵۰ شوالیه به پادشاه اورشلیم — به‌جز شاهزاده‌نشین انطاکیه و کنت‌نشین تریپولی که شوالیه‌ای از آن‌ها در سپاه نبود — خدمت می‌کردند.
پس از منابع تأمین نیرو که شبیه به سیستم فئودالی غرب اروپا بودند، منابع دیگری نیز وجود داشت که مختص به صلیبیون بود. اولین منبع، تورکوپول‌ها بودند، که بیشتر به صورت مزدور توسط پادشاهی‌های فئودالی اجیر و به خدمت گرفته می‌شدند. این نیروها بیشتر از مسیحیان شام و پادشاهی ارمنی کیلیکیه به خدمت گرفته می‌شدند، که شامل سواران سبک‌اسلحه یا کمانداران بودند. این نیروها با سرعتِ خود، می‌توانستند به صلیبیون در برخورد با سواران کماندار مسلمان یاری دهند. منبع دیگری که نیروهای صلیبی از آن‌ها تشکیل می‌شد، زائران و ملوانان بودند که پس از عبور از دریا یا خشکی به سرزمین مقدس رسیده بودند. این نیروها بیشتر در مواقع اضطراری و بحرانی به خدمت سپاه پادشاهی درمی‌آمدند، نظیر آنچه پس از نبرد حطین و در محاصرهٔ اورشلیم رخ داد. علاوه بر این نیروها، اشرافی که برای زیارت سرزمین مقدس به شرق می‌آمدند، برای محافظت از خود، نیروهایی با تجهیزات بالا و آموزش کافی استخدام می‌کردند، تا آن‌ها را در سفر همراهی کنند و این می‌توانست برای پادشاهی‌های صلیبی، مؤثر باشد؛ اما بیشتر این نجبا، برنامه سیاسیِ خاص خود را داشتند و چندان با پادشاهان صلیبی همراهی نمی‌کردند. از جملهٔ این افراد می‌توان به فیلیپ، کُنتِ فِلاندِرز اشاره کرد.

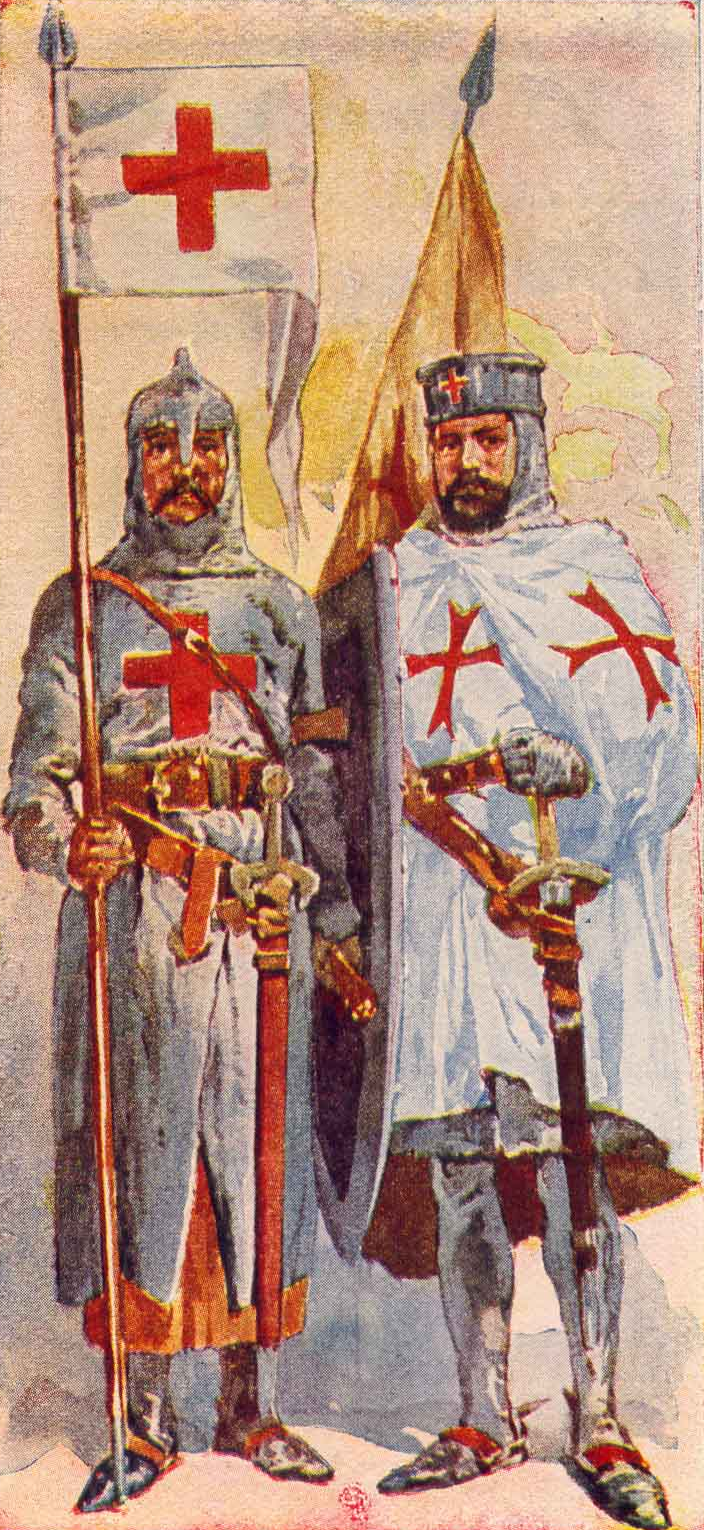
شوالیه‌های معبد همراه با سلاح و زره‌های خود

منبع نهایی و اصلی سپاه‌های صلیبی که در آن زمان بی‌بدیل بود، فرقه‌های مذهبی–نظامی بودند که پس از فتح اورشلیم تشکیل شدند. مهم‌ترین فرقه‌های نظامی، شوالیه‌های معبد اورشلیم یا معبد و شوالیه‌های سنت جان اورشلیم یا هوسپیتالر بودند. شوالیه‌های هوسپیتالر — که وظیفهٔ مراقبت و درمان زائران مسیحی را داشتند — ابتدا در اورشلیم و سپس در سایر نقاط مهم حکومت‌های صلیبی پراکنده شدند و حتی تا اروپا نفوذ پیدا کردند. این فرقه به مرور بر جنبهٔ نظامی خود افزود و تبدیل به یکی از مهم‌ترین نیروهای نظامی صلیبی در شرق شد. دیگر فرقه، شوالیه‌های معبد بودند که از همان ابتدا سازمانی نظامی شکل دادند، تا از زائران مسیحی که به سمت اورشلیم در حرکت بودند، محافظت کنند. از دیگر فرقه‌های نظامی می‌توان به شوالیه‌های سَنت لوزارُس اشاره کرد، که نیرویی متشکل از ۸۰۰ شوالیه و ۳۰۰۰ پیاده‌نظام در اورشلیم داشتند.
در باب فرماندهی و رهبری سپاه و نیروهای نظامی، پادشاه اورشلیم در رأس ساختار فئودالی قرار داشت که فرماندهی جنگ‌ها را برعهده داشت و در زمانی که قادر به فرماندهی نبود، این وظیفه را به یکی از فرماندهان اصلی صلیبیون می‌سپرد. با این حال، وظیفهٔ دفاع همه‌روزه از پادشاهی و قلمرو صلیبیون و تصمیمات مربوط به آن برعهده وی بود. نیروهای نظامیِ اصلیِ تحت فرمانِ پادشاه توسط یک از اربابان و فرماندهان صلیبی هدایت و کنترل می‌شدند. برای نمونه، در نبرد حطین، کنترل و هدایت شوالیه‌ها برعهدهٔ رینالد صیدا بود و دسته‌های کوچک از نیروها توسط نجبا و اربابان هدایت و کنترل می‌شدند و طبق نظر آنان، آرایش نظامی می‌گرفتند.
در باب آرایش نیروهای صلیبی طی جنگ‌ها آن‌ها ابتدا به چند گروه و دسته تقسیم می‌شدند، که هر دسته متشکل از پیاده‌نظام و سواره‌نظام بود و تعداد هر دسته نیز بستگی به تعداد نفرات سپاه صلیبی و تعداد نفرات دشمن داشت. بدین ترتیب، صلیبیون هیچ‌گاه نیروهای خود را در یک جا متمرکز نمی‌کردند، تا در صورت حملات ناگهانی، ضربات کمتری بخورند. تقسیم سپاه نیز به این ترتیب بود؛ ابتدا پیش‌قراولان یا پیشتازان سپاه، سپس قلب سپاه قرار داشت، که شخص پادشاه آن را هدایت می‌کرد و در آخر، دنباله و عقبهٔ سپاه قرار داشتند. دستهٔ پیشتاز وظیفهٔ شناسایی راه و منطقه را برعهده داشتند، در حالی که شناسایی یکی از ضعف‌های بزرگ صلیبیون بود؛ زیرا با وجود تورکوپول‌ها، مابقی نیروها سنگین‌اسلحه بودند و بنابراین سواره‌نظام صلیبی سرعت کافی برای ارزیابی منطقه نداشت و تورکوپول‌ها نیز توانایی برابری با سواره‌نظامِ سبکِ مسلمان را نداشتند. قلب سپاه که بیشتر متشکل از پیاده‌نظام بود، وظیفهٔ هدایت و تأمین نیازهای دو بخش دیگر را برعهده، و بخش انتهایی نیز وظیفهٔ مراقبت از بخش مرکزی سپاه در مقابل حملات غافلگیرانهٔ مسلمانان را داشت. فاصله بین هر دسته نیز بستگی به ناحیه و تهدید دشمن داشت. با این حال فاصلهٔ بخش جلویی و انتهایی با مرکز به حدی بود که قلب سپاه بتواند در مواقع لازم، آرایش نظامی خود را بگیرد.

### استراتژی و ساختار سپاه مسلمانان
سپاه صلاح‌الدین ایوبی که با صلیبیون در نبرد حطین روبه‌رو شد، یکی از بزرگ‌ترین سپاه‌های مسلمان بود که از زمان تشکیل دولت‌های صلیبی با صلیبیون برخورد کرده بود. با اتحاد مسلمانان از موصل تا قاهره، صلاح‌الدین توانست به منبعی بزرگ برای تأمین سپاه خود با هدف نابودی پایگاه‌های صلیبی دست پیدا کند. با این حال تجهیزات و تاکتیک سپاه مسلمانان، همانند سپاه پنجاه سال گذشته بود که با صلیبیون در سرزمین مقدس جنگیده بود. تنها تفاوت این سپاه با سپاه‌های قبلی، فرماندهی صلاح‌الدین و تعداد نیروها بود. همچنین در سال ۱۱۸۷ م، صلاح‌الدین توانست نیروهای پراکنده‌شدهٔ سلاجقه را جمع‌آوری، و به نیروهای خود اضافه کند.
برخلاف صلیبیون، میزان وقت حکومت‌های مسلمان برای به خدمت گرفتن نیروها مشخص و ثابت نبود و بیشتر محدود به تعداد لشکرکشی‌ها و جنگ‌ها در فصول مشخص سال می‌شد؛ و همچنین به امیران در اقطاع بیشتر از تیول‌دارانِ فئودال، قدرت برای اداره داده شده بود؛ برای مثال امیر حلب کنترل اداری کامل شهر را برعهده داشت و فقط در مواقع نیاز، باید نیروهایی برای سپاه سلطان فراهم می‌کرد. با این حال، این کنترل بستگی به قدرت سلطان داشت و اگر سلطان قدرتی نداشت، امیران از فراهم کردن نیرو سرباز می‌زدند؛ و این مورد از زمان مرگ ملکشاه سلجوقی در سال ۱۰۹۲ م تا ظهور صلاح‌الدین در حکومت سلجوقیان رواج داشت و بسیاری از امیران دعوی استقلال کرده بودند.

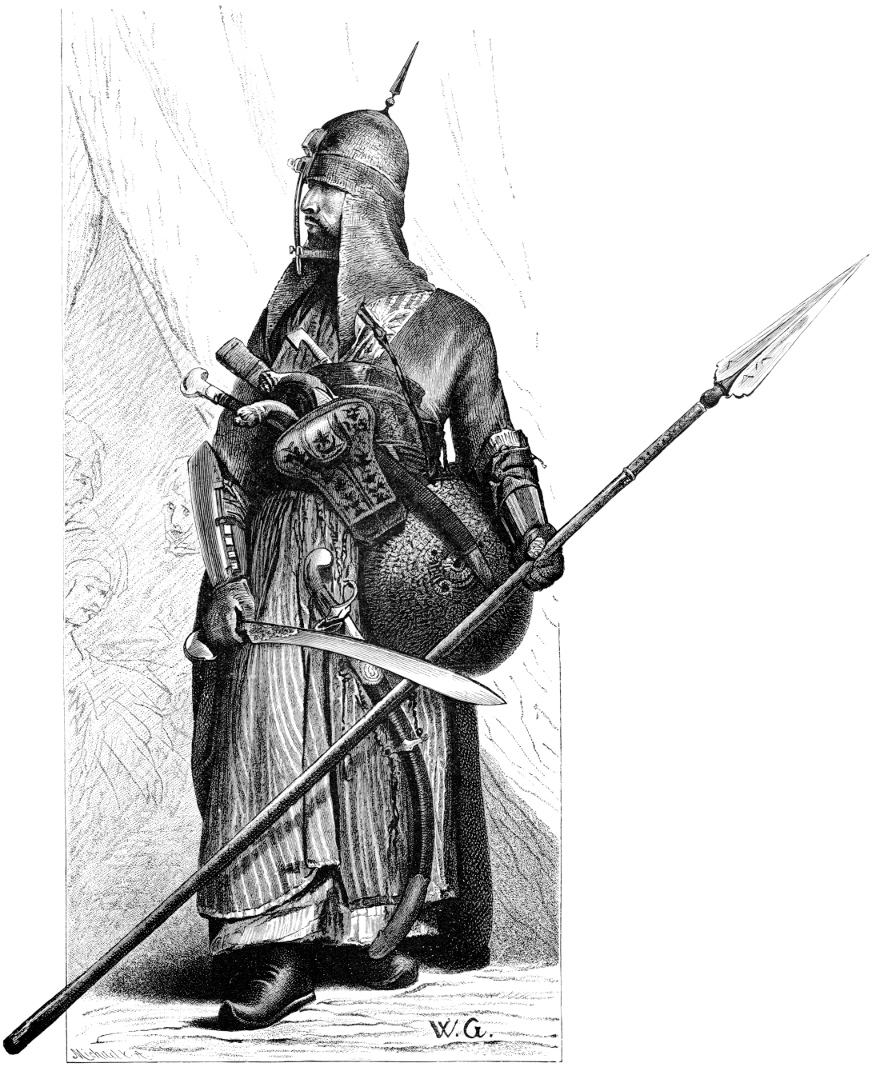
یکی از سواران مملوک همراه زره و تجهیزات کامل و سنگین خود

در باب نیروهای تشکیل‌دهندهٔ سپاه مسلمانان و به‌خصوص ایوبیان، بخش اعظمی از سپاه مسلمانان متشکل از سواره‌نظام بود و چهار منبع سواره‌نظام مسلمانان شامل مملوک، مردم عرب (غیر از اعراب بدوی‌نشین)، بادیه‌نشینان و ترکمن‌ها بودند. مملوکان، بردگانی ترک یا چِرکِسی بودند که اول بار در دسته‌های نظامی به عنوان نگهبانانِ مخصوصِ امراء یا نگهبانان قصر به‌کار گماشته می‌شدند. این گروه، نیمی از سواره‌نظام سپاه مسلمانان را شکل می‌داد که از لحاظ تجهیزات و توانایی جنگی، توانایی مقابله با شوالیه‌های صلیبی را داشت. در زمان جنگ حطین نیز، مملوکان بزرگ‌ترین و برگزیده‌ترین سواران جهان اسلام بودند. دومین منبع، عرب‌های شهرنشین بودند که به علت وفاداری به خدمت سپاه درمی‌آمدند. این گروهِ سنگین‌اسلحه بیشتر نیزه‌دار و شمشیرزن بود و در مواقعی کماندار نیز در این دسته یافت می‌شد، هرچند که کمانداران آن قابل قیاس با کمانداران ترکمن نبودند. منبع سوم سواره‌نظام مسلمانان را بدوی‌ها تشکیل می‌دادند، که فاقد تجهیزات و سلاح‌های سنگین بودند. این گروه بیشتر برای شناسایی و حملات سریع و کوچک به‌کار می‌رفتند. با این حال این گروه در هر دو سپاه در جنگ حطین حضور داشتند، هرچند که تعداد آن‌ها در سپاه صلاح‌الدین بسیار اندک بود؛ و منبع نهایی و یکی از مهم‌ترین نیروهای موجود در سپاه مسلمانان، ترکمن‌ها بودند که سواری سبک‌اسلحه بودند و در استفاده از کمان حتی در هنگام حرکت مهارت بالایی داشتند و در نبردهای تن به تن نیز به‌کار می‌رفت. این گروه یکی از نقاط قوت سپاه مسلمانان به حساب می‌آمدند، که میزان موفقیت صلیبیون در مقابله با آن‌ها بستگی به گیر انداختن ترکمن‌ها در شرایط دشوار بود. در مقابل سواره‌نظام که در حملات به‌کار می‌رفت، پیاده‌نظام بیشتر برای دفاع و محاصره کردن مورد استفاده قرار می‌گرفت. این گروه تا حدودی با زره‌های سبک به همراه نیزه و کمان بودند و قابل مقایسه با پیاده‌نظام صلیبی نبود.
در باب آرایش جنگی مسلمانان، همان‌طور که ذکر شد، بیشتر از سواره‌نظام استفاده می‌شد؛ به‌طوری که بدوی‌ها وظیفهٔ شناسایی و حملاتِ سبکِ ضربتی و ترکمن‌ها در دو جناح سپاه، وظیفهٔ ضربه زدن به آرایش پیاده‌نظام دشمن و جدا کردن نیروهای دشمن را داشتند؛ و در آخر مملوکان و سواران عرب، حملات مستقیم برای شکست دادن نیروهای دشمن را انجام می‌دادند. با این حال یکی از ضعف‌های بزرگ سپاه مسلمانان، همین سواره‌نظام بودند، زیرا هرکدام از امیران از مصر و بین‌النهرین به سرزمین مقدس آمده و برای نیروهای خود، به مقادیر زیادی غذا و علوفه و آب نیازمند بودند. یکی از تاکتیک‌های صلیبیون، کشاندن جنگ به نقاطی بود که تأمین آب و علوفه را برای مسلمانان سخت می‌کرد و اگر صلیبیون به این کار نائل می‌شدند، نیروهای مسلمانان چاره‌ای جز عقب‌نشینی و ترک مخاصمه نداشتند؛ و دیگر نقطهٔ ضعف سپاه مسلمانان، جنگیدن فصلی نیروهای اقطاع بود به‌طوری که آن‌ها در برخی از فصول سال نمی‌جنگیدند که این خود سبب پایین آمدن نیروی نظامی مسلمانان در برخورد با صلیبیون می‌شد.
استراتژی‌های ایوبیان و صلاح‌الدین در جنگ با صلیبیون بدین ترتیب بود که ابتدا کنترل منطقه و ناحیهٔ جنگ را به‌دست می‌گرفتند و سپس با دو شیوهٔ حملهٔ مستقیم یا محاصرهٔ تدریجی، صلیبیون را شکست می‌دادند. در حملهٔ مستقیم — که بیشتر توسط سواره‌نظام واقع در دو جناح چپ و راست سپاه انجام می‌شد — ابتدا به دسته‌ها و بخش‌های ضعیف‌تر حمله می‌بردند و با فاصله انداختن بین نیروهای دشمن، آن‌ها را نابود می‌کرد. در روش محاصره نیز مسلمانان با گرفتن کنترل منطقه و تقسیم نیروهای خود، به مرور سپاه و نیروهای دشمن را محاصره می‌کردند و همچنین با قطع کردن راه تدارکات و آب دشمن و ایجاد شرایط سختی همچون آتش زدن درختان یا بوته‌های اطراف سپاه صلیبی، صلیبیون را به تدریج از پای می‌انداختند که این روش در نبرد حطین قابل مشاهده است.

## شرح نبرد

### آمادگی پیش از جنگ
در سال ۵۸۳ ه‍.ق/۱۱۸۷ م و بعد از نبرد کریسون، صلیبیون خود را برای جنگ آماده کردند و نیروهای خود را در عکا گرد آوردند. شوالیه‌های معبد و دیگر شهسواران درصددِ گرفتنِ انتقامِ کشتار کریسون برآمدند و هرآنچه شوالیه در اختیار داشتند بسیج کردند و تنها شمار اندکی را برای نگهداری دژهایی که به آن‌ها سپرده شده بود، باقی گذاشتند. ریموند، کنت طرابلس، بالین ابلین را برای درخواست کمک نزد بوهمند، امیر انطاکیه، فرستاد. وی وعده داد که تعدادی از نیروهای خود را اعزام کند و پسرش را فرستاد تا به ریموند بپیوندد.
در ژوئن سال ۱۱۸۷ م، نزدیک به ۱۲۰۰ سوار با سلاح کامل در لشکرگاه صلیبیون واقع در مقابل عکا گرد آمدند. علاوه بر این‌ها، شمار زیادی سواران محلی، مشهور به تورکوپول، و حدود ده‌هزار نیروی پیاده نیز آماده کارزار شدند.
در طرف مسلمانان، صلاح‌الدین به همهٔ شهرها نامه نوشت؛ او به شهرهای موصل و سرزمین جزیره و اَربِل و دیگر شهرهای مشرق و نیز به مصر و دیگر شهرهای شام پیغام داد و آنان را به جهاد فراخواند. سپس با لشکر و گارد ویژهٔ خود از دمشق خارج شد. او به سوی رأسُ الْماء حرکت کرد و سپاهیان شام به او پیوستند. چون بسیج نیرو کامل شد، پسرش، اَفضَل، را به فرماندهی آن گمارد، تا هرکس از آن منطقه بخواهد، به او ملحق شود و خود نیز با شماری از نیروهایش به بُصریٰ رفت. زیرا، خبر یافته بود که رینالد شاتیون قصد دارد تا راه را بر زائران ببندد. معلوم شد که وی پس از انجام این کار راه را بر نظامیان مصری می‌بندد و از پیوستن آن‌ها به صلاح‌الدین جلوگیری می‌کند. صلاح‌الدین به بصری رفت تا صلیبیون را بترساند و آن‌ها را مجبور سازد که برای حفظ شهر خارج نشوند. در میان حاجیان شماری از نزدیکان صلاح‌الدین مثل خواهرش و محمد بن لاجَبَن، خواهرزادهٔ وی، حضور داشتند. رینالد پس از دریافت خبرِ آمدنِ صلاح‌الدین از شهر خارج نشد و از اجرای نقشه‌اش منصرف شد. در نتیجه زائران به سلامت بازگشتند و صلاح‌الدین پس از انجام این مأموریت به سوی کرک رفت و از آن‌جا نیروهای گشتی را به سرزمین کرک و شوبَک و دیگر نقاط اعزام کرد.
بسیج نیروی مسلمانان در بصری و حوران کامل شد. صلاح‌الدین پس از آرایش نیروها فرماندهی قلب لشکر را خود به عهده گرفت. برادرزادهٔ خود، تقی‌الدین، را در جناح راست و مظفرالدین گوکبوری را در جناح چپ قرار داد. سپاه با همان آرایش جنگی به خَسفین و از آن‌جا رهسپار ضلع جنوبی دریاچه طبریه شد. صلاح‌الدین مدت پنج روز را در اُقْحُوانه منتظر ماند و در طول این مدت نیروهای اطلاعاتیِ وی اخبار و اطلاعات دشمن را به‌طور کامل گرد آوردند.
صلاح‌الدین پس از آگاهی بر اجتماع نیروی دشمن در صفوریه، جلسهٔ شور جنگی فرماندهانش را تشکیل داد. نظر بیشتر فرماندهان این بود که وی از جنگ چشم بپوشد و به جای آن با حملات ناگهانی گسترده، اسباب تضعیف صلیبیون را فراهم آورد. در این میان، صلاح‌الدین گفت:
«نظر من این است که با این جمعِ مسلمانان به کافران حمله کنیم، چرا که سررشتهٔ کارها به دست آدمی نیست و ما نمی‌دانیم که چند سال دیگر زنده‌ایم. شایسته است این گروه را پراکنده‌نسازیم، مگر بعد از جهاد.»

محل وقوع جنگ حطین (سبز: مسیر حرکت صلاح‌الدین و سیاه: مسیر حرکت صلیبیون

صلاح‌الدین در ژوئن سال ۱۱۸۷ م، سپاهش را از محل صنابره از رود اردن عبور داد، دریاچه طبریه را پشت سر نهاد، از کوه طبریه بالا رفت و تا رسیدن به صلیبیون حرکت کرد. هیچ‌یک از صلیبیون متوجه آمدن آنان نشد و از چادرهایشان بیرون نیامد. شب‌هنگام شماری نیرو را مقابل صلیبیون گمارد، تا از حملهٔ آن‌ها جلوگیری کنند. سپس سپاهی را به طبریه فرستاد و در جنگی یک‌شبه شماری از برج‌های شهر را ویران ساخت و آن‌جا را به زور گشود. ساکنان شهر در دژ پناه گرفتند، که محل زندگی اسکیفا، همسر ریموند سوم، و فرزندانش بود. نیروهای صلاح‌الدین که نتوانستند وارد قلعه شوند، شهر را غارت کردند و به آتش کشیدند.
صلیبیون پس از آگاهی از حملهٔ سپاه صلاح‌الدین به طبریه و تسلط بر آن شهر و غارت و آتش زدن آن، برای مشورت دربارهٔ جنگ در عکا گرد آمدند.
گی با توجه به حوادث پیش‌آمده، مجلس مشورتی تشکیل داد تا برنامهٔ خود را برای مقابله با صلاح‌الدین پی‌بریزند. در مجلس ۲ نقشه پیشنهاد شد:
1. نقشهٔ تهاجمی رینالد شاتیون که مستقیم به نیروهای صلاح‌الدین حمله صورت گیرد.
2. نقشه تدافعی ریموند سوم که با توجه به موقعیت سخت منطقه و اوضاع عمومی مسلمان، مسئولیت آن را قبول کرد و به گی توصیه کرد که به شهرهای ساحلی که استحکامات دفاعی نیرومندی داشتند، عقب‌نشینی کند تا بتواند با درگیر کردن نیروهای ایوبی در مناطق ساحلی، صلاح‌الدین را متحمل شکست کند.

ریموند پیشنهاد کرد که به علت قدرت زیاد سپاه صلاح‌الدین، صلیبیون صبر کنند تا آن‌ها بروند و سپس طبریه را بازپس گیرند و گفت:
«طبریه ملک من و همسر من است. صلاح‌الدین هرچه خواست بر سر این شهر آورد. اینک تنها دژ شهر که همسر من در آنجاست باقی مانده است. من راضی هستم که او همسر من و دژ و هر آنچه را که در آن است بگیرد و برود. به خدا سوگند من سپاه اسلام را در قدیم و جدید دیده‌ام، ولی هیچ‌گاه سپاهی به عظمت و قدرت سپاه صلاح‌الدین ندیده‌ام.»

رینالد شاتیون، حاکم کرک خطاب به ریموند گفت: 
«این همه که تو ما را از مسلمانان می‌ترسانی، شک ندارم که دل با آن‌ها داری، وگرنه چنین سخنانی را بر زبان نمی‌آوردی… اما این‌که گفتی شمار آن‌ها زیاد است، فراوانی هیزم به آتش زیانی نمی‌رساند.»
گی ابتدا روش تدافعی ریموند را برگزید اما با اعتراض رینالد و جرارد رایدفورت، استاد بزرگ شوالیه‌های معبد، روبه‌رو شد که معتقد بودند این روش، روشی بزدلانه است و سرانجام توانستند گی را متقاعد به حمله مستقیم کنند.

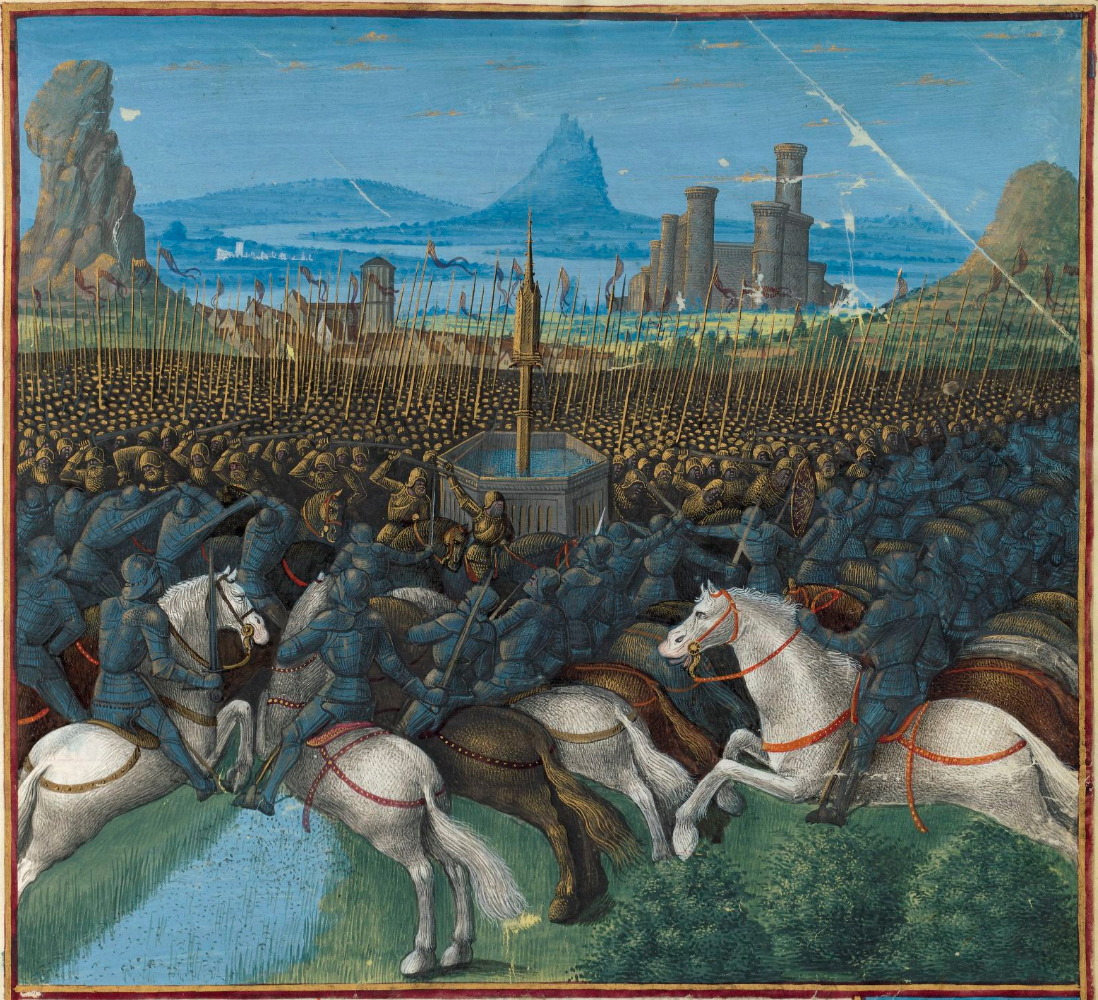
صحنه‌ای از جنگ حطین در یک دست‌نوشته میان‌سده‌ای اروپایی

ریموند چاره‌ای جز اظهار اطاعت نداشت و گفت همپای دیگر صلیبیون عمل می‌کند. بدین ترتیب، طرفین در آستانهٔ نبردی بزرگ قرار گرفتند که اجتناب‌ناپذیر بود.
چون عزم صلیبیون برای جنگ مستقیم با صلاح‌الدین جزم شد، در ۲۳ ربیع‌الثانی ۵۸۳ ه‍.ق/۲ ژوئیهٔ ۱۱۸۷ م به رهبری گی لوزینیان به سوی صفوریه حرکت کردند و در آن‌جا اردو زدند. صلاح‌الدین با شنیدن این خبر از طبریه بازگشت و به نیروهای اصلی خویش — که در کَفْرْ سَبْت در تپه‌های واقع در فاصلهٔ پنج مایلی غرب دریاچه طبریه متمرکز بودند — پیوست.
اردوگاه صفوریه که صلیبیون برای فرود آمدن برگزیدند، به دلیل برخورداری از آب و چراگاه فراوان برای اسبان، اردوگاه بسیار مناسبی بود. چنان‌چه اینان در آنجا مانده بودند، صلاح‌الدین به آنان حمله نمی‌کرد.
در واقع، قصد صلاح‌الدین از محاصرهٔ طبریه این بود که صلیبیون را از محل خود دور کند، تا بتواند با آن‌ها بجنگد. مسلمانان در کنار آب فرود آمده بودند. هوا بسیار گرم و سوزان بود. تشنگی بر صلیبیون چیره شد و چون نمی‌توانستند خود را به آبی که در دست مسلمانان بود برسانند، در جای خود ماندند.
اما از جانب اسکیفا، همسر ریموند حاکم طرابلس، که در دژ طبریه محاصره بود، پیکی رسید و پادشاه گی برای بار دوم در چادر خویش تشکیل مجلس داد. دفاع جانانهٔ اسکیفا از قلعهٔ خود، روحیهٔ شهسواران را تحت تأثیر قرار داد. اما، در این هنگام ریموند همان سخنانی را که در عکا گفته بود، تکرار کرد. او آن سخنان را مورد تأکید قرار داد و رها کردنِ وضعیتِ مستحکمِ کنونی را نشان کمال نادانی، و حرکت به سوی تپه‌های خشک در گرمای سوزانِ ماه ژوئیه را خطرناک دانست. سخنان وی شهسواران را قانع کرد و پس از گرفتن تصمیم نهایی مبنی بر ماندن در صفوریه جلسه به پایان رسید. اما پس از پایان جلسه، رینالد شاتیون و جرارد رایدفورت به نزد گی لوزینیان رفتند و نقشهٔ ریموند را بزدلانه خواندند و او را یک خائن معرفی کردند که درصدد منافع خود است. گی، پادشاه اورشلیم، که صادقانه تحت تأثیر کلام ریموند قرار گرفته‌بود، به تردید افتاد و به جرارد فرصت داد تا بار دیگر او را برانگیزد. آنگاه خبر حرکت به سمت طبریه را به سپاهیان رساندند.

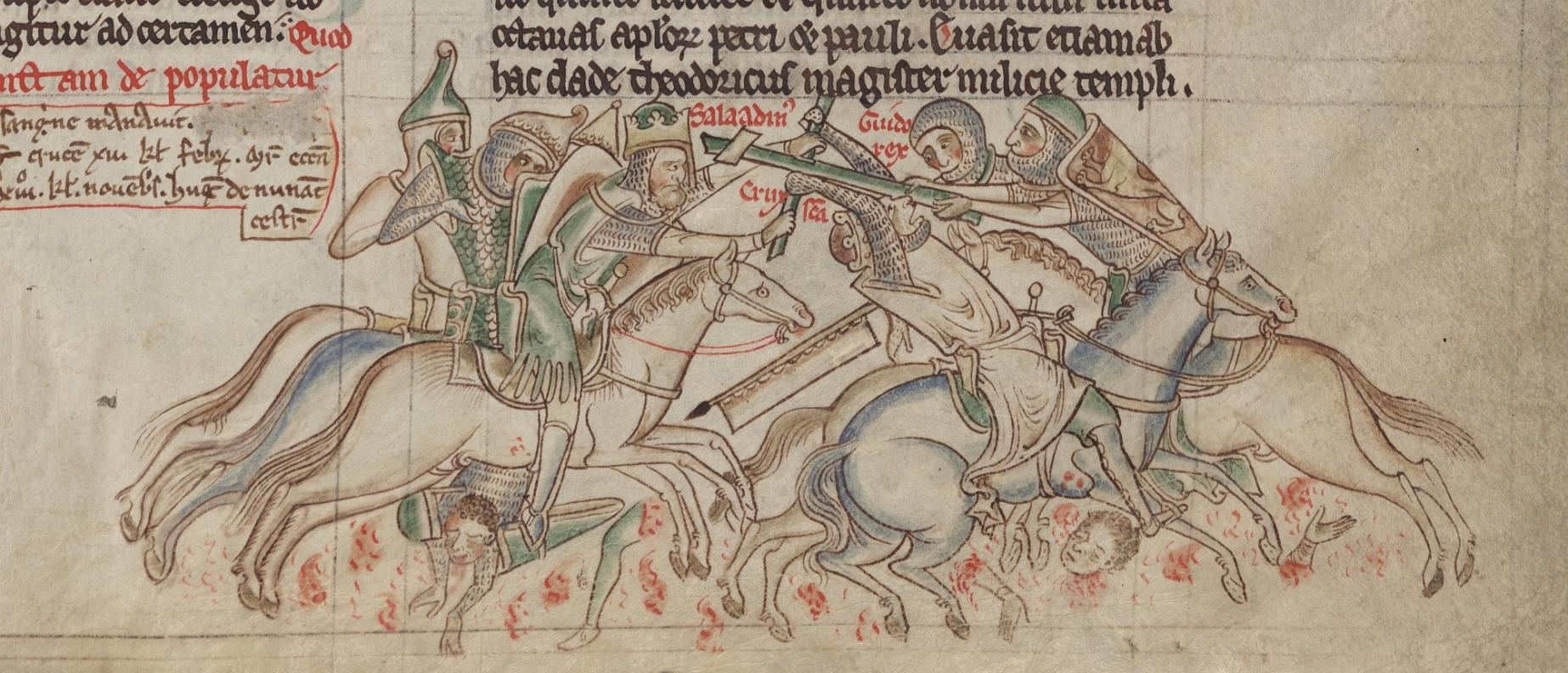
تصویری از صحنهٔ درگیری بین صلاح‌الدین و گی لوزینیان

بهترین راه صفوریه به طبریه اندکی در جهت شمال شرقی از میان بلندی‌های الجلیل می‌گذشت، و آنگاه در فاصله یک مایلی شمال شهر طبریه به سوی دریاچهٔ طبریه می‌رفت. راه دیگر به سوی پل واقع در صنبره، می‌رفت و در آن‌جا یک شاخه از آن در امتداد دریاچه به سوی شمال می‌پیچید. اردوگاه صلاح‌الدین در کفر سبت، در سوی دیگر راه صنبره واقع بود، و او آن راه را پس از عبور از رودخانه پیموده‌بود. جاسوسان صلاح‌الدین با فعالیت در اردوگاه صلیبیون به وی اطلاع دادند، که گی راه صفوریه را در امتداد راه شمالی در پیش گرفته است. این بود که صلاح‌الدین سپاه خود را حدود پنج مایلی در میان تپه‌ها جابه‌جا کرد، تا به حطین — که در آن‌جا راه به سوی دریاچه سرازیر می‌شد — رسید.
حطین روستایی بود با چراگاه‌های پهناور و آب فراوان. قسمت بیشتر سربازان از طبریه به صلاح‌الدین پیوستند و تنها شماری اندک از آن‌ها برای ادامهٔ محاصرهٔ قلعه باقی ماندند. لشکر صلیبیون بامداد روز ۲۴ ربیع‌الثانی ۵۸۳ ه‍.ق/۳ ژوئیهٔ ۱۱۸۷ م در هوایی گرم و آرام، باغ‌های سبز صفوریه را ترک کردند و تپه‌های خشک و خالی را طی نمودند. ریموند فرماندهی و رهبری پیشتازان را برعهده داشت. در حالی‌که پادشاه گی در قلب سپاه جای گرفته بود و مأموریت رینالد شاتیون و راهبان شهسوار و بالین ابلین حفظ دنبالهٔ لشکر بود.
در سرتاسر راه آب پیدا نمی‌شد و احساس تشنگی را در بین صلیبیون تشدید می‌کرد و دشواری راه، حرکت نیروها را کند کرد. تیراندازان مسلمان از این ضعف و خستگی سپاه صلیبی بهره برده و پیش‌قراولان و دنبالهٔ سپاه صلیبی را مورد حمله قرار دادند و صلیبیون بی آن‌که بتوانند عکس‌العملی نشان دهند، با سرعت از معرکه فرار کردند.
صلیبیون در هنگام عصر به تپه‌ای که درست بر حطین مشرف بود، رسیدند. جلویشان تپه‌ای صخره‌ای قرار داشت. این مکان به شاخ‌های حطین شهرت داشت. پادشاه گی با مشاهدهٔ خستگی سپاه، اجازهٔ توقف داد. ریموند با شنیدن این خبر به عقب بازگشت و فریاد زد: 
«ای خدای بزرگ، سرنوشت جنگ معلوم شد؛ ما هلاک شدیم و مملکت نیز از دست رفت.»
با راهنمایی ریموند، گی فرمان داد لشکر در آن سوی لوبیا، نزدیک شیب‌های شاخ حطین در کنار چاه اردو زند. همهٔ سپاه پیرامون ریموند حلقه زد، ولی انتخاب آن‌جا برای اردو زدن مناسب نبود، چرا که چاه آب نداشت. در حالی‌که، صلاح‌الدین با سپاه خود در درهٔ سرسبزِ پایینِ آن‌ها اردو زده‌بود.

### حوادث جنگ

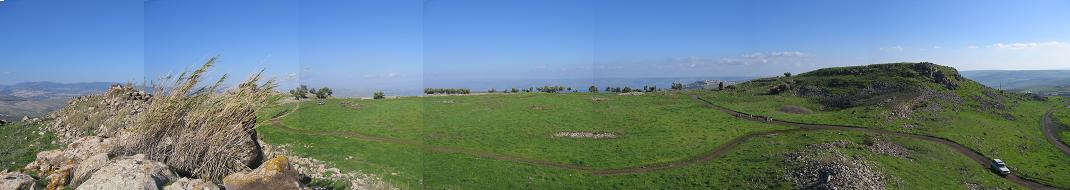
سراسرنمایی از منطقهٔ حطین واقع در اسرائیل امروزی

صلیبیون شب را نومیدانه سپری کردند. گروهی از سپاه صلیبی برای آوردن آب اقدام کردند، ولی کوشش آن‌ها بی‌نتیجه ماند و به دست مسلمانان کشته شدند. مسلمانان برای افزودن رنج ایشان بوته‌ها و درختان خشکی که روی تپه را پوشانده بود آتش زدند، به‌طوری‌که دود اردوگاه صلیبیون را فراگرفت. با طلوع خورشیدِ روز ۲۵ ربیع‌الثانی ۵۸۳ ه‍.ق/۴ ژوئیهٔ سال ۱۱۸۷ م، سپاه پادشاه گی به محاصرهٔ کامل درآمد و معلوم شد که فرار از این محاصره تقریباً ناممکن است. مسلمانان بی‌درنگ حمله را آغاز کردند. سپاه صلیبی در تشنگی به سر می‌بُرد. آن‌ها به سوی تپه بازپس رانده شدند و در محاصرهٔ آتش سربازان مسلمان درآمدند. تشنگی، گرمای فصل و حرارت آتش، دود و جنگ، ضد آن‌ها بود و کار آن‌ها را برای جنگ سخت کرده بود.
در ۴ ژوئیه، صلاح‌الدین سوار بر اسب شد و نیروهای خود را به سه بخش در سه جناح به رهبری گوکبوری و تقی‌الدین عمر و خودش تقسیم کرد. وی توانست با این اقدام، حلقهٔ محاصره را تنگ‌تر کند. جنگ سختی بعد از سحرگاه آغاز شد. کمانداران سپاه صلاح‌الدین تیراندازی خود را آغاز کردند، که به نقل از ابن‌اثیر همچون قطرات باران بر سپاه صلیبی باریدن گرفت. پیاده‌نظام صلیبی که از شبِ گذشته درصدد رسیدن به آب بودند، به سمت دریاچه طبریه، که در دوردست نمایان بود، به حرکت درآمدند؛ اما صلاح‌الدین راه طبریه را بست؛ بنابراین، نیروهای صلیبی که در اثر تیراندازی و تشنگی در وضعیت شکننده‌ای قرار داشتند، به مرور به سمت تپه‌ای به نام شاخ‌های حطین رانده شدند و سرانجام به‌طور کامل در محاصرهٔ نیروهای مسلمان قرار گرفتند. شمار بسیاری از صلیبیون بلافاصله به قتل رسیدند و شماری دیگر به اسارت درآمدند. شهسوارانی که روی تپه رفته‌بودند، تا آخرین نفس جنگیدند و در مقابل حملات متوالی مسلمانان ایستادگی کردند. اما به مرور زمان پس از هر حملهٔ مسلمانان شمار آن‌ها کم می‌شد و در آخر، نیروهایشان عقب‌نشینی کردند.
با فرمان گی لوزینیان، ریموند با نیروهای خود به نیروهای تحت فرماندهی تقی‌الدین عمر حمله کرد. تقی‌الدین نتوانست جلوی حمله و شکست صف نیروهای خود در برابر ریموند را بگیرد، در نتیجه ریموند راهی گشود و خود و همراهانش از معرکه گریختند.
پس از عقب‌نشینی ریموند روحیهٔ جنگجویان صلیبی به شدت پایین آمد و در آستانهٔ تسلیم قرار گرفتند. مسلمانان آنان را در محاصرهٔ کامل قرار دادند و باقی‌ماندهٔ صلیبیون از یکی از تپه‌های منطقهٔ حطین بالا رفتند و خواستند که برای حفظ جان خود، در آن‌جا خیمه‌گاه برپا کنند. اما شدت حمله‌های مسلمانان از جوانب مختلف اجازهٔ رسیدن به هدف را به آنان نداد و تنها توانستند یک چادر، آن هم برای پادشاه‌شان برپا کنند. مسلمانان، صلیب اعظم‌شان موسوم به صلیب اصلبوب را از آنان گرفتند. گرفتن این صلیب، بزرگ‌ترین مصیبت برای صلیبیون بود و پس از آن به مرگ و شکست خود یقین پیدا کردند. این درحالی بود، که سواره‌نظام و پیاده‌نظام‌شان یا به قتل می‌رسیدند یا به اسارت می‌رفتند. پادشاه همراه با ۱۵۰ سوار از سوارکاران و شهسوارانِ مشهورِ خویش باقی ماند. اما سرانجام گی لوزینیان در محاصرهٔ کامل نیروهای صلاح‌الدین قرار گرفت و ناچار تصمیم به تسلیم شدن گرفت.
به نقل از ابن‌اثیر، افضل پسر جوان صلاح‌الدین که در بخش مرکزی سپاه ایوبی و در کنار سپاه پدر قرار گرفته بود و نخستین جنگ خود را مشاهده می‌کرد، بعدها تلاش صلیبیون برای عقب‌راندن نیروهای مسلمان را ستایش کرد. به نقل از او، با وجود عقب‌نشینی صلیبیون و گی به بالای تپه، ناگاه سواره‌نظام صلیبی بر سپاه مهاجم ایوبی حمله بُرد و توانست نیروهای ایوبی را تا نزدیکی گارد اصلی صلاح‌الدین عقب براند، اما صلاح‌الدین با تهییج نیروهای خود، بار دیگر نیروهای صلیبی را تا نزدیکی خیمهٔ پادشاه اورشلیم عقب راند. بار دیگر نیروهای صلیبی حمله بردند و ایوبیان را عقب راندند، اما با تلاش مجدد صلاح‌الدین، نیروهای صلیبی بار دیگر به بالای تپه عقب نشستند. طبق گفتهٔ ابن‌اثیر، با هر عقب‌نشینی نیروهای صلیبی به بالای تپه، افضل پسر جوان صلاح‌الدین فریاد پیروزی سرمی‌داد، اما با تهاجم نیروهای صلیبی و پیشروی آن‌ها تا نزدیکی پدرش، رنگ از رخسارش می‌پرید. تا اینکه صلاح‌الدین به وی یادآور شد که تا خیمه پابرجاست، هنوز نیروهای صلیبی شکست نخورده‌اند. سرانجام با واژگونی خیمه و تسلیم شدن گی، صلاح‌الدین شادمان از اسب پایین آمد و سجدهٔ شکر گزارد. با محاصرهٔ کامل بخش اعظمی از سپاه صلیبی، بالین ابلین که در دنبالهٔ سپاه حرکت می‌کرد، توانست با کمک و همراهی تعدادی از شوالیه‌ها از حلقهٔ محاصره خارج شود و به سمت اورشلیم فرار کند.
اسقف عکا کشته شده و صلیب مقدس نیز توسط نیروهای مسلمان گرفته شده بود و ریموند، بالین ابلین، رینالد صیدا و ژاسکلین کورتِنی نیز از معرکه گریخته بودند. صلاح‌الدین سران اسیران همچون گی لوزینیان و برادرش امالریک، رینالد شاتیون به همراه پسرخوانده‌اش، هُمْفْرِی تورونی، ویلیام مونْفِروا و بسیاری از بزرگان صلیبی را در چادرش به حضور پذیرفت و پادشاه را کنار خود نشاند و با مشاهدهٔ تشنگی پادشاه گی به او از برف حِرمون نوشاند. پادشاه مقداری از آن نوشید و بقیه‌اش را به رینالد شاتیون تعارف کرد. پس صلاح‌الدین اجازهٔ نوشیدن نوشیدنی را نداد، تا در امان قرار نگیرد. وی پس از برشماردن جرائم و خطاهای رینالد، در نقض پیمان صلح، حمله به کاروان حجاج و حمله به شهرها و به‌خصوص به بندرهای نزدیک مکه، شمشیر کشید و گردنش را زد و فرمان داد که او را از چادر بیرون اندازند. با این حال در منابع مسیحی از وی به عنوان فیل مسیح یاد می‌کنند که در آخر در راه مسیح شهید شد. گی بر خود لرزید، اما صلاح‌الدین او را مطمئن ساخت و گفت: «هیچ پادشاهی به قتل پادشاه دیگر دست نمی‌یازد». پس پادشاه و سایر بزرگان را به دمشق فرستاد، اما بعد از مدتی با گرفتن تعهد مبنی بر اینکه علیه وی شمشیر نکشند، آن‌ها را آزاد کرد. صلاح‌الدین سایر نیروهای صلیبی اسیرشده همچون ۱۲۰۰ شوالیه را به عنوان برده فروخت و مابقی نیروها نظیر شوالیه‌های معبد را بابت رفتار خشونت‌آمیز علیه مسلمانان اعدام کرد.

## علل پیروزی صلاح‌الدین در نبرد
ریشه‌های پیروزی در حطین عبارتند از:
1. عقب‌نشینی پی‌درپی پادشاهی اورشلیم که با جهاد عمادالدین زنگی و پسرش نورالدین محمود آغاز شد و به صلاح‌الدین رسید، بعدها نقشی مهم را در این جهاد ایفا کرد.[۱۳۳]
2. کمک‌های مالی و جانی مسلمانان بعد از جنگ رَمله که برای ادامهٔ جنگ نیاز بود و این خود سبب اتحاد در صفوف مسلمانان شد.[۱۳۴]
3. قدرت صلاح‌الدین در ایجاد تفرقه بین صفوف صلیبیون و هم‌پیمانی او با یکی از قدرتمندترین مردان صلیبی در شام، یعنی ریموند سوم، که این اتحاد، عبور از سرزمین‌های دولت اورشلیم را آسان کرد.[۱۳۵]
4. استفادهٔ صلاح‌الدین از برنامه‌های مناسب نظامی. او با انتخاب دریاچه طبریه و انتخاب ماه ژوئیه به عنوان گرم‌ترین ماه سال، مناسب‌ترین مکان و زمان را برای وقوع جنگ انتخاب کرد.[۱۳۶][۱۳۷]
5. ایجاد شبکهٔ خبرگیری پیوسته از صلیبیون توسط صلاح‌الدین که حوادث و اخبار مربوط به تحرکات آن‌ها را سریعاً به دست او می‌رساندند و وی را در اتخاذ سیاست‌های جنگی یاری می‌داد.[۱۳۸]
6. ایجاد شرایطی سخت برای صلیبیون در شب قبل و هنگامهٔ نبرد مثل آتش زدن بوته‌های اطراف اردوگاه صلیبیون، قطع کردن آب و …[۱۳۹]

## نتایج نبرد حطین

### نتایج سیاسی
نبرد حطین به لحاظ سیاسی از آن رو با اهمیت است که نقطهٔ تحولی سرنوشت‌ساز برای انتقال از مرحلهٔ دفاع استراتژیک مسلمانان به مرحلهٔ تهاجم به‌شمار می‌رود. در مجموع مهم‌ترین درس‌های این نبرد را می‌توان به صورت زیر فهرست کرد:
1. استفاده از وحدت سیاسی در راستای هدف جنگ و استفاده از پیروزی نظامی برای تقویت وحدت سیاسی بین ممالک اسلامی: صلاح‌الدین پیش از آغاز نبرد، نیروهای اسلامی را از اقصی نقاط شام و مصر بسیج کرد و این کار قدرت رزمی او را چنان بالا برد که برتری نظامی را از صلیبیون گرفت. حفظ چنین اتحادی بدون دستیابی به پیروزی ناممکن بود. صلاح‌الدین از این موضوع در گردهمایی فرماندهانش پرده برداشت. پیروزی در حطین موجب افزایش هرچه بیشتر انسجام نقاط گوناگون جهان اسلام شد و سرزمین‌های اسلامی و پادشاهان‌شان که در جنگ‌های درازمدت با صلیبیون اعتماد به نفس خود را از دست داده بودند، بار دیگر آن را بازیافتند.[۱۴۰]
2. بروز درگیری میان دشمنان و از میان رفتن دشمنی میان دوستان: صلاح‌الدین از هم‌پیمانی با ریموند، کنت طرابلس، بهره برد و نیروهایش را برای نابودی سرسخت‌ترین دشمنان مسلمانان، یعنی شوالیه‌های هوسپیتالر و شوالیه‌های معبد فرستاد. او پیوسته در تلاش بود تا میان صفوف دشمنان اختلاف بیندازد. هرچند که پس از قطعی شدن جنگ، این تلاش‌ها منجر به شکست شد و ریموند پیش از نبرد حطین به اردوگاه صلیبیون پیوست؛ اما به یقین نتایج آن را نمی‌توان از نظر دور داشت؛ چرا که فرماندهان صلیبی را نسبت به یکدیگر بدبین ساخت و همین امر، موجب شد که آن‌ها در مقابل نقشه‌های صلاح‌الدین سر فرود آورند. در مقابل، لازمهٔ ایجاد وحدت سیاسی این بود که تعدادی از پایگاه‌های سیاسی و نظامی زنگی‌ها در موصل و حلب از میان برود؛ اما به روشنی پیداست که صلاح‌الدین برای تخریب مراکز قدرت که موجب کاهش قدرت رزمی مسلمانان می‌شد، اقدام نکرد.[۱۴۱]
3. آشکار شدن ارتباط میان میدان نبرد و هدف عمومی جنگ: این نبرد در عمق خاک فلسطین اتفاق افتاد. اما هنوز نبرد به پایان نرسیده بود که صلاح‌الدین درگیری را گسترش داد و شهرهای عکا، مَجدَل، یافا، ناصره، قِیساریه، حَیفا، صَفوریه، شقیف، تِبنین، صیدا، جُبَیل، بیروت، اشکلون، رمله، غزه، بیت‌لحم، جَبَل جِبریل، نَطرون را گشود و سرانجام همه این شهرها را به تاج گشودن اورشلیم آراست. در پی آن هونَین، صَفَد، کوکَب و کَرَک را گشود و در سال بعد برای گشودن جِبله، لاذَقیه، دژ صیهون و مجموعهٔ بزرگی از دژها و شهرهای شمالی و بُغراس، عازم شمال شد.[۱][۱۴۲]
4. طراحی فراگیر امور جنگی و مرتبط ساختن عوامل اقتصادی، انسانی و دینی با هدف جنگ، و تضمین توان رزمی: از این‌جا راز اهتمام فراوان صلاح‌الدین به سلامت کاروان‌های تجاری (عامل اقتصادی)، وحدت سیاسی (نیروی انسانی) و امنیت حج (ایمان و روحیهٔ معنوی) روشن می‌شود. همین دیدگاه فراگیر نسبت به جنگ، به صلاح‌الدین کمک کرد تا امور سیاسی را به گونه‌ای پیش ببرد که میان عوامل گوناگون جنگ توازن برقرار شود.[۱][۱۴۳]
5. نبرد حطین باعث شد ضعف‌های سیاسی–نظامیِ پادشاهیِ صلیبیِ حاضر در سرزمین شام — که تا این زمان پنهان مانده بود — آشکار شود. پیش از این پادشاهی‌های مذکور توانسته بودند سلطهٔ خویش را بر امارت‌های کوچک و پراکندهٔ اسلامی تحمیل کنند.[۱۴۴] صلیبیون، خود بیشتر دستخوش تفرقه بودند؛ اما چون مسلمانان به لحاظ سیاسی متحد نبودند، امکان استفاده از اختلاف میان دشمن برای آغاز جنگی فراگیر برایشان وجود نداشت. اما پس از نبرد حطین، از یک سو همهٔ تناقض‌های موجود در این حکومت‌ها آشکار شد و نقاط ضعف آن‌ها — که در پرده «هیبت» یا «برتری نظامی» پوشیده مانده‌بود — روشن شد و از سوی دیگر نبرد حطین نشان داد که نیروی انسانی و رزمی حکومت‌های صلیبی بسیار ضعیف است؛ همین امر تفسیرکنندهٔ فروپاشی این حکومت‌ها و امارات با وارد آمدن یک ضربه بود.[۱۴۵]

### نتایج نظامی
نبرد حطین از نظر درس‌های نظامی بسیار پربار بود. خلاصه درس‌هایی که از رویدادهای فراوان این نبرد می‌توان گرفت، به قرار ذیل است:
1. نبرد حطین نمونهٔ کامل و درخشان یک استراتژی تهاجم غیرمستقیم است. زیان‌های قطعی جنگ از قبل به وسیلهٔ فرماندهان صلیبی پیش‌بینی شده‌بود، چنان‌که ریموند انقراض پادشاهی صلیبی را به عنوان یکی از نتایج جنگ مورد اشاره قرار داد. این نیز درست است که جنگجویان صلیبی در میدان نبرد از خود شجاعتی خیره‌کننده نشان دادند، ولی فرماندهان‌شان در ادارهٔ نبرد نقش تعیین‌کننده‌ای نداشتند. این بود که استراتژی تهاجم غیرمستقیم قرین موفقیت شد و فرماندهان دشمن همهٔ خواسته‌های صلاح‌الدین را پذیرفتند.[۱۴۶]
2. نبرد حطین نمونهٔ کامل یک جنگ تارومارکننده بود: صلاح‌الدین پیش از نبرد با انجام چند عملیاتِ پیاپی از قدرت صلیبیون کاست و آنان را ناگزیر ساخت تا در مواضع دفاعی خود بمانند و سرانجام توانست آنان را به محاصره درآورد و در یک نبردِ دفاعیِ تاکتیکی و تهاجمیِ استراتژیکی درهم بکوبد، به‌طوری‌که صلیبیون ناگزیر شدند به میدانی که صلاح‌الدین برایشان تعیین کرده بود، وارد گردند. از سوی دیگر، پیاده‌نظام مسلمانان پیش از آغاز نبردِ نهایی، با تهدید پیوستهٔ و تیراندازی از راه دور، نیروی صلیبیون را تحلیل بردند.[۱۴۷]
3. استفاده از ویژگی‌های صحنهٔ عملیات (توپوگرافی): نیروهای طرفین، که به‌طور تقریبی از نظر تعداد با یکدیگر متوازن بودند، در شرایط مساوی وارد نبرد شدند. اما صلاح‌الدین با استفاده از مشخصهٔ زمین، نیروهای صلیبی را به محاصره درآورد و نابود ساخت.[۱۴۸]
4. توجه به تأمین سازمانی نیروها: در منابع تاریخی آمده است که او در شبِ نبرد حطین، چهارصد بارِ تیر را میان سربازان تقسیم کرد. او هفتاد جمازه از تیرها را در نزدیکی میدان نبرد قرار داده بود، تا هرکس تیرهایش تمام می‌شد، از آن‌جا بردارد. اقدام دیگر وی در این راستا، آوردن برف حرمون برای دادن دوشاب به اسیران بود. صلاح‌الدین هنگام درخواست نیرو از نقاط مختلف، از آن‌ها می‌خواست که لوازم مورد نیاز را از همان محل اعزام تهیه کنند.[۱۴۹]
5. محروم ساختن دشمن از امکانات حیاتی: این موضوع تنها به محروم ساختن دشمن از آب در روز حطین منحصر نیست، بلکه اعمال سیاست «زمین سوخته»، به تعبیر امروزی، از دیگر شگردهای وی بود. صلاح‌الدین نیروهای نظامی را اعزام می‌کرد تا مناطق دشمن را نابود کنند و به آتش بکشند و با این کار از قدرت اقتصادی او بکاهند و امکانات حیاتی را از او سلب کنند.[۱۵۰]
6. شناسایی دقیق سرزمین و دشمن: صلاح‌الدین پیش از آمدن به فلسطین پنج روز را در راهِ گردآوری اخبار و اطلاعات دربارهٔ میدان نبردِ آینده از طریق جاسوسان خود صرف کرد. او حتی به این اندازه نیز بسنده نکرد، بلکه خود نیز به شناسایی پرداخت و نقشهٔ جنگی خود را با آگاهی کامل از میدان نبرد طراحی کرد. لازم به یادآوری است که صلاح‌الدین از یک شبکهٔ نیرومند جاسوسی بهره‌مند بود، که وقایع سپاه دشمن را موبه‌مو به وی گزارش می‌دادند. بدون تردید همین اخبار و اطلاعات فراوان بود، که به او کمک کرد تا برای نبرد، هم جای مناسب تعیین، و هم نقشه‌ای مناسب طراحی کند، طوری که بتواند نیروی دشمن را نابود سازد.[۱۵۱]
7. روحیهٔ معنوی بالای مسلمانان: وی توانست چنین روحیه‌ای را از طریق انگیزش روح جهاد در جنگجویان و نیز کوشش برای حفظ جان و مال و دفاع از مسلمانان و نیز، تلاش برای اداره میدان نبرد با کارایی عالی و کسب پیروزی‌های پیاپی تقویت کند. در جنگ حطین پیروزی‌های کوچک موجب دستیابی به آن پیروزی بزرگ شد.[۱۵۲]
8. بهره‌برداری از پیروزی در راستای کاستن توان رزمی دشمن: هدف از پیاده کردن طرح محاصره و نابودسازی، تنها به منظور پایان دادن جنگ به نفع مسلمانان نبود، بلکه هدف اصلی نابودی کامل توان رزمی دشمن بود. با آن‌که صلاح‌الدین با غیرنظامی‌ها با مهربانی رفتار می‌کرد، با همهٔ توان در نابودسازی گروه‌های ضداسلامی شامل شوالیه‌های معبد و شوالیه‌های هوسپیتالر می‌کوشید. این کار نه تنها موجب پیشبرد جنگ در میدان‌های محدود عملیاتی می‌شد، بلکه به پیشبرد روند درگیری در راستای هدف همه‌جانبهٔ نبرد — یعنی آزادسازی سرزمین‌های مسلمانان — نیز کمک می‌کرد.[۱۵۳]
9. کارایی عالی نظامی نیروهای مسلمان و عزم آن‌ها برای کسب پیروزی و انضباط دقیق آنان در اجرای فرمان‌ها و در جریان نبرد و کارایی عالی صلاح‌الدین در ادارهٔ درست نبرد را نیز باید افزود.[۱۵۴]
10. آمادگی دائم نیروهای اسلامی برای نبرد: شوالیه‌های معبد بارها کوشیدند تا انتقام شکست‌های خود را از مسلمانان بگیرند و آنان را غافلگیر سازند، ولی هر بار شکست خوردند که علت آن آمادگی‌ای بود که صلاح‌الدین برای سپاه خود ایجاد کرده‌بود.[۱۵۵]

### آغاز جنگ صلیبی سوم
رسیدن خبر شکست صلیبیون در حطین، سقوط اورشلیم و از دست دادن صلیب مقدس، جهان مسیحیت را در بهت و حیرتی فرو برد که هیچ‌کس تصور آن را نمی‌کرد و حتی طبق گفتهٔ برخی روایات نامعتبر، پاپ اوربان سوم از شنیدن این خبر اندوهناک برای مسیحیان درگذشت.
با این شکست‌ها، صلیبیون از جنوب پادشاهی اورشلیم که اکنون در دستان صلاح‌الدین بود، به سمت صور رفتند، تا با کمک کنراد مونفروا، از ادامهٔ فتوحات صلاح‌الدین جلوگیری کنند؛ اما با حرکت صلاح‌الدین به سمت شام، صلیبیون نمایندهٔ خود، ژوزیا اسقف اعظم شهر صور را عازم دستگاه پاپ و پادشاهان اروپای غربی کردند، تا خطر حملهٔ صلاح‌الدین و از دست دادن مناطق باقی‌مانده در دستان صلیبیون را گوشزد کند. اسقف اعظم ابتدا عازم سیسیل شد و پادشاه آن‌جا، ویلیام دوم را ملاقات کرد و خبر سقوط اورشلیم را به وی رساند. ویلیام با شنیدن این خبر، چهار روز به سوگواری پرداخت. پس از آن، ویلیام طی نامه‌ای به پادشاهان انگلستان، فرانسه و امپراتور مقدس روم، از آن‌ها برای جهاد علیه صلاح‌الدین و بازپس‌گیری اورشلیم دعوت کرد و خود نیز بعد از پایان جنگ با بیزانس آمادهٔ نبرد شد.
پس از اوربان سوم، گریگوری هشتم جانشین وی شد. وی طی خطابه و نامه‌ای به مردم اروپا، علت سقوط اورشلیم و از دست دادن صلیب مقدس را ذکر کرد. او اعلان کرد که اروپاییان باید از گناهان گذشته استغفار و خود را برای بازگرفتن اورشلیم و صلیب مقدس آماده کنند، تا این‌چنین گناهان آن‌ها بخشیده شود. اما تلاش‌های هفت ماههٔ وی برای آغاز جنگی جدید علیه صلاح‌الدین به‌خاطر درگیری‌های پادشاهان اروپایی با یکدیگر مؤثر واقع نشد و وی در ۱۷ دسامبر ۱۱۸۷ م در پیزا درگذشت، تا کِلِمِنت سوم زمامداری دستگاه پاپی را برعهده بگیرد.
با انتخاب کلمنت سوم به عنوان پاپِ کلیسای کاتولیک در سال ۱۱۸۷ م، وی در نطقی بعد از سقوط اورشلیم، علت تصرف آن توسط مسلمانان را مجازات گناهان اروپاییان در اروپا اعلام کرد و خواستار جنگی جدید برای بازپس‌گیری مناطقِ از دست رفته شد. وی ابتدا ارتباطی با فردریک بارباروسا برقرار کرد و وی را برای صلیب گرفتن، تشویق کرد و در ادامه عازم دیدار با پادشاهان فرانسه و انگلستان، فیلیپ دوم و هِنری دوم، شد تا آن‌ها را برای جنگی علیه صلاح‌الدین تشویق کند. در ژانویهٔ ۱۱۸۸ م، طی دیداری با دو پادشاه در ژیزور، واقع در مرز مشترک نُرماندی و فرانسه، با آن‌ها گفتگو کرد. تلاش‌های پاپ برای صلح بین دو پادشاه در آخر مؤثر واقع شد و دو پادشاه توافق کردند بعد از کنار گذاشتن اختلافات، نیروهای خود را عازم شرق کنند تا جنگی جدید علیه صلاح‌الدین برای بازپس‌گیری مناطق از دست رفته به‌خصوص اورشلیم آغاز کنند.

## منبع‌شناسی